# Maison à colombages
Pour les articles homonymes, voir Maison (homonymie).

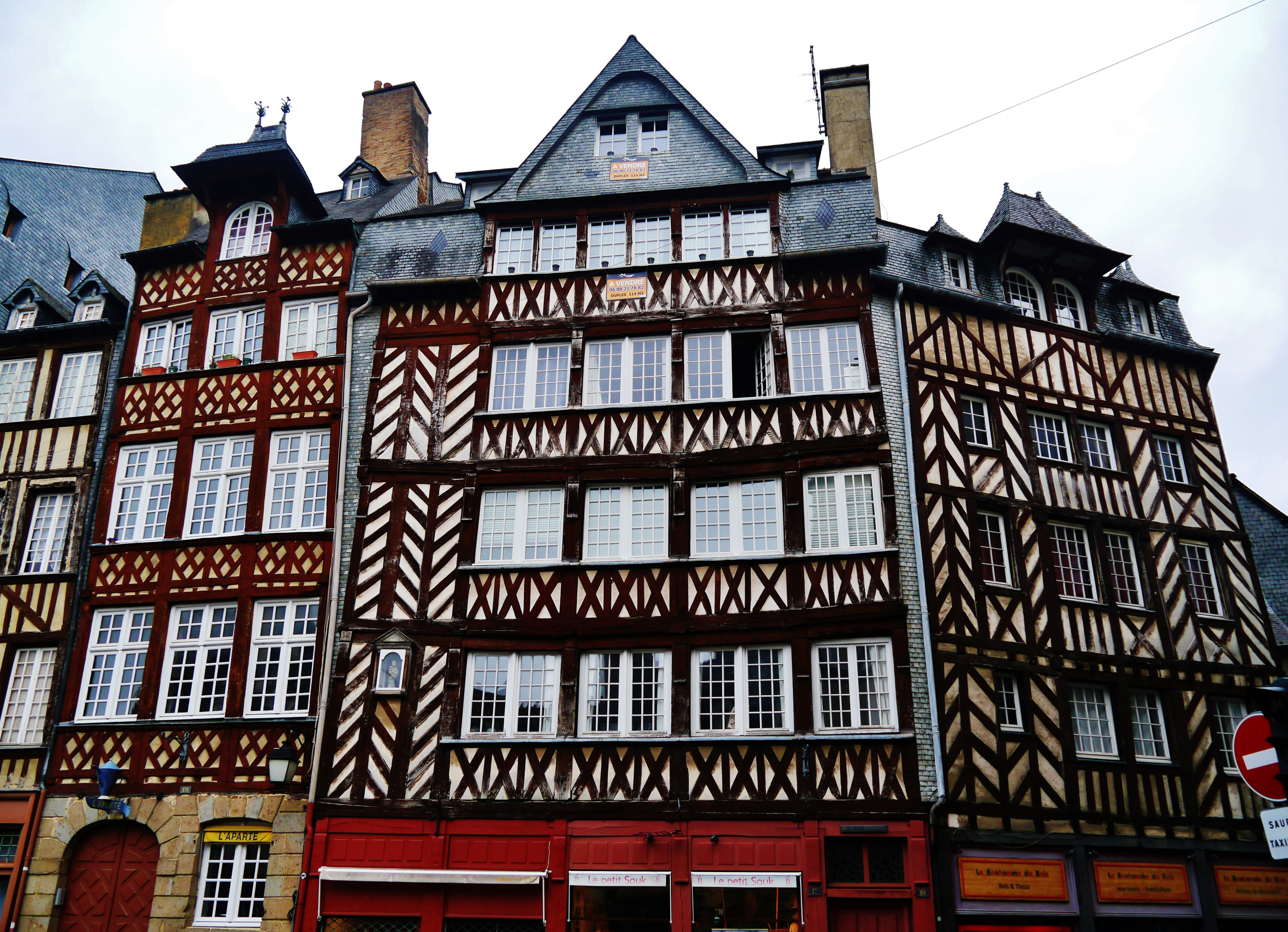
Bâtisses à pans de bois, place du Champ-Jacquet, dans le quartier Centre de Rennes. En multipliant les croix de saint André, surtout dans les allèges, et les grandes lignes obliques des pièces de contreventement, les façades principales, à caractère ostentatoire, créent une diversité de motifs à la fois techniquement utiles, plastiquement réussis et décorativement riches.

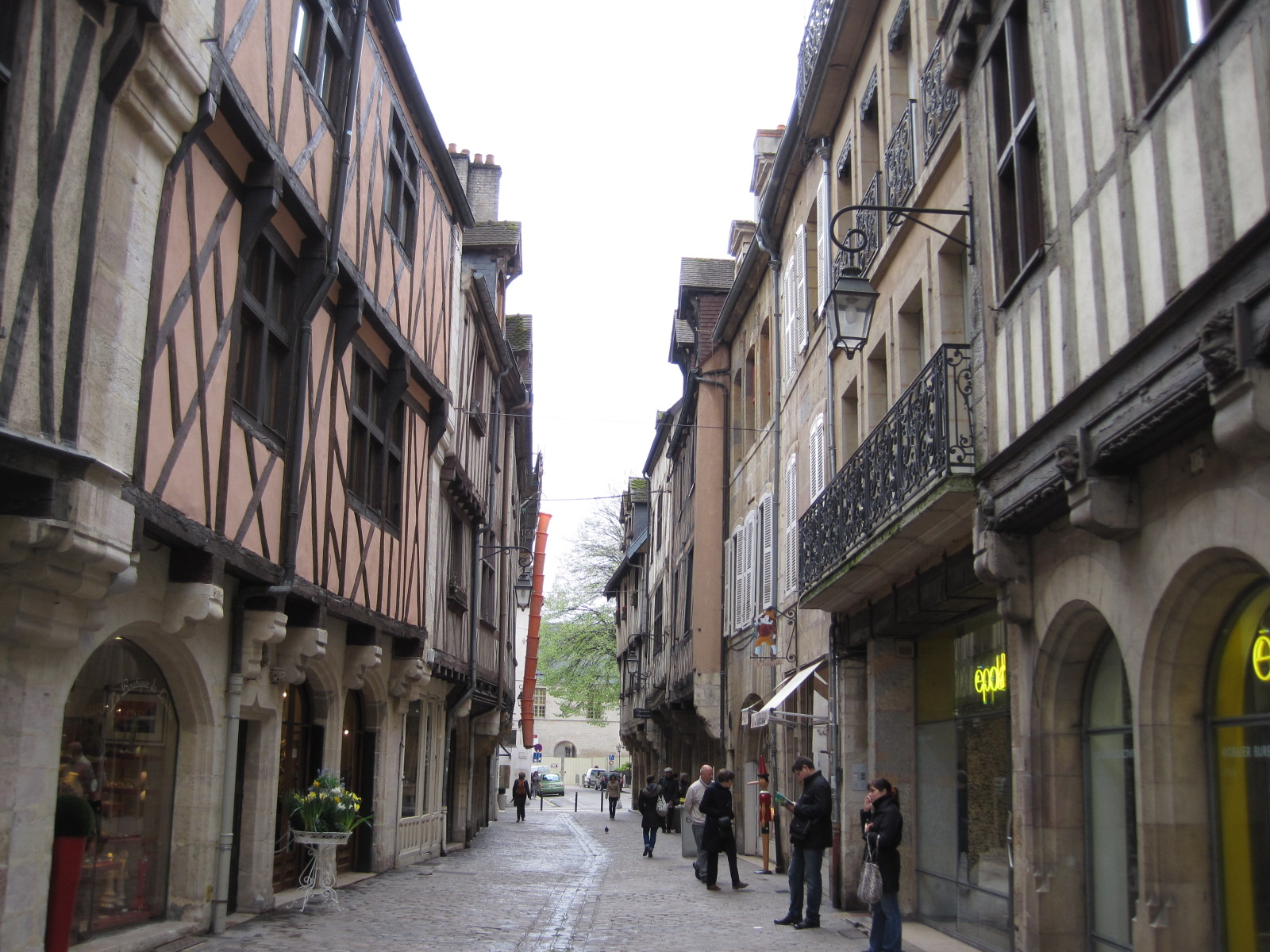
Maisons à colombages du XVe siècle, rue Verrerie à Dijon.

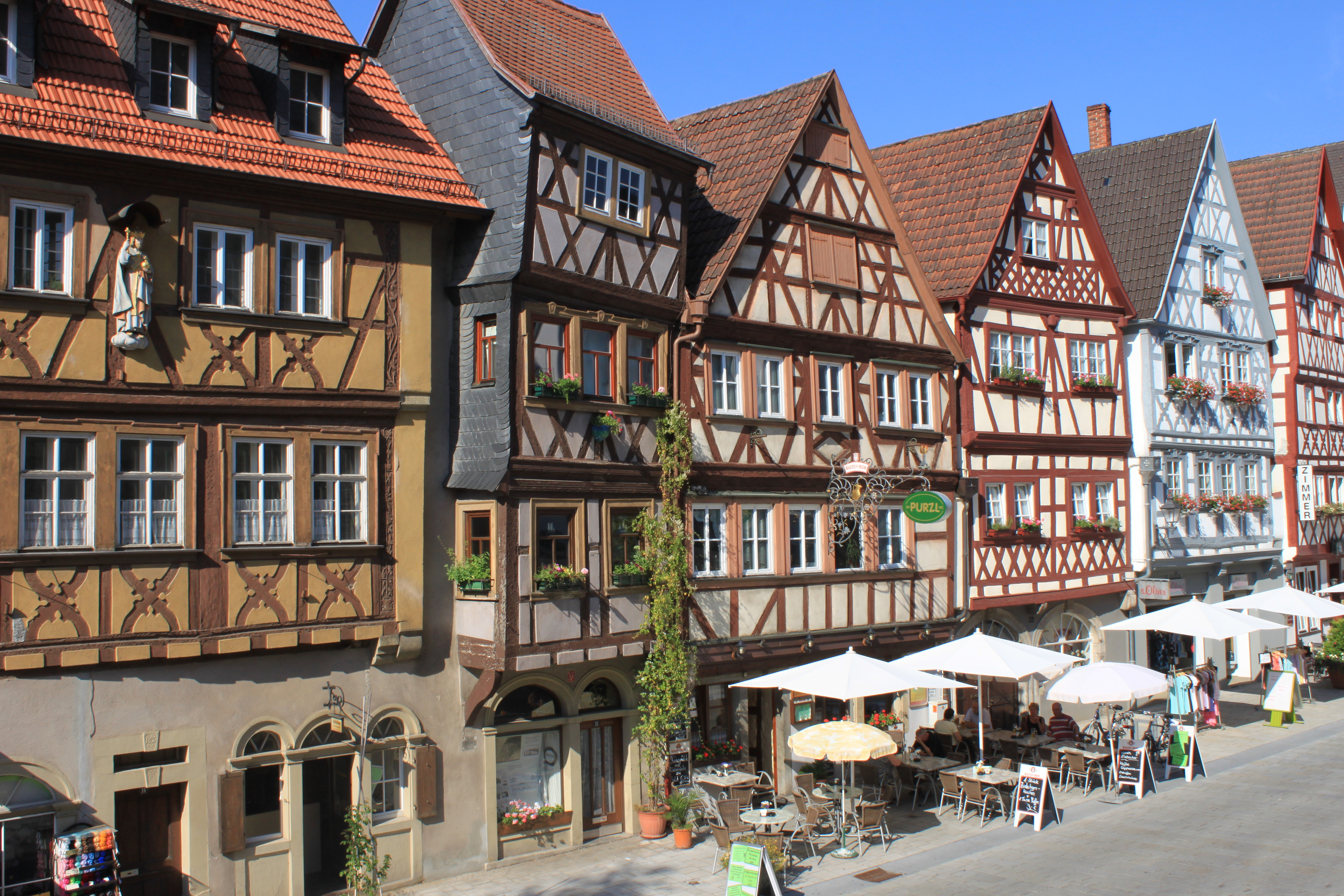
Maisons à colombages dans le centre d'Ochsenfurt (Allemagne).

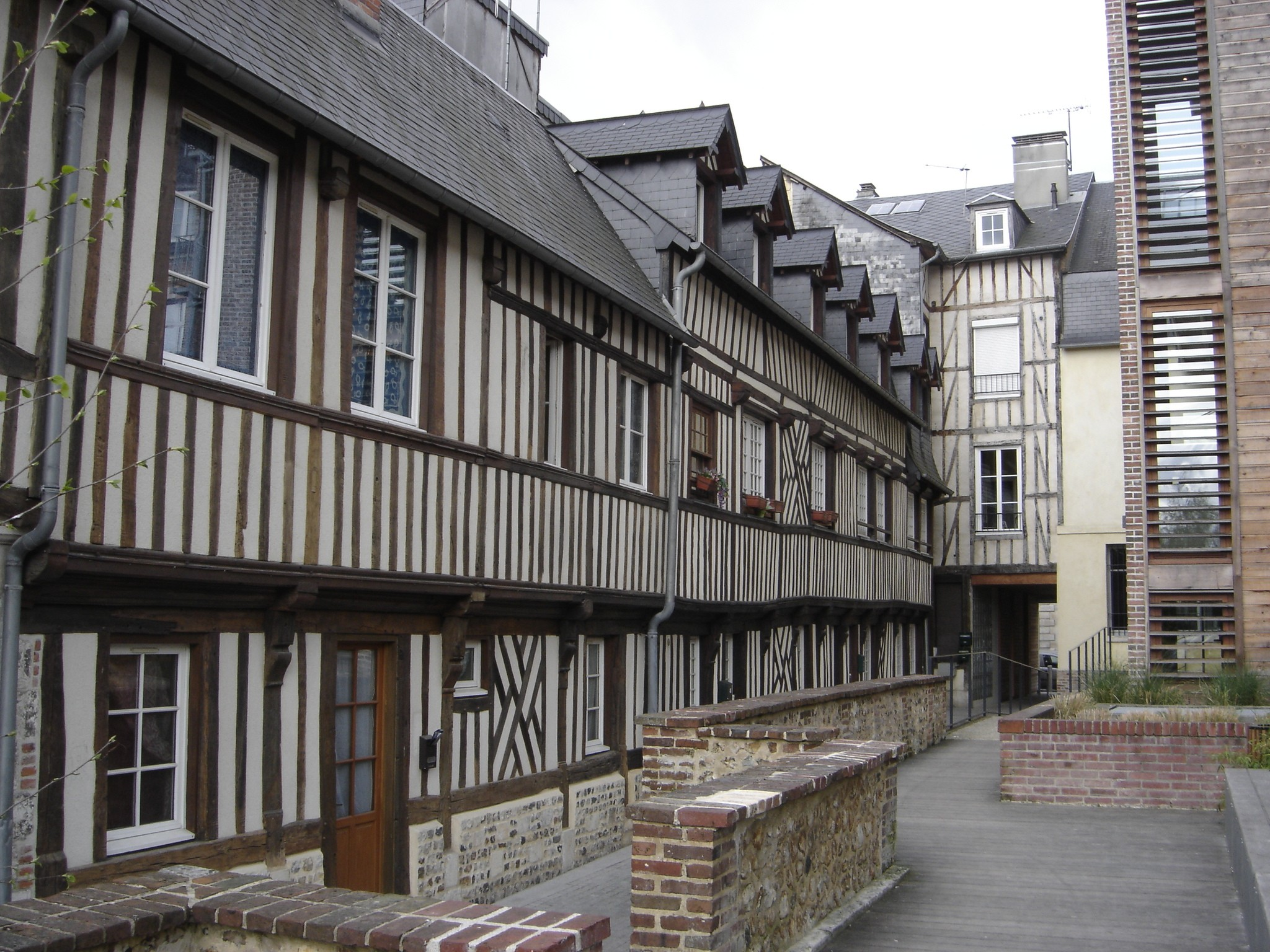
Maisons à colombages à Pont-Audemer.

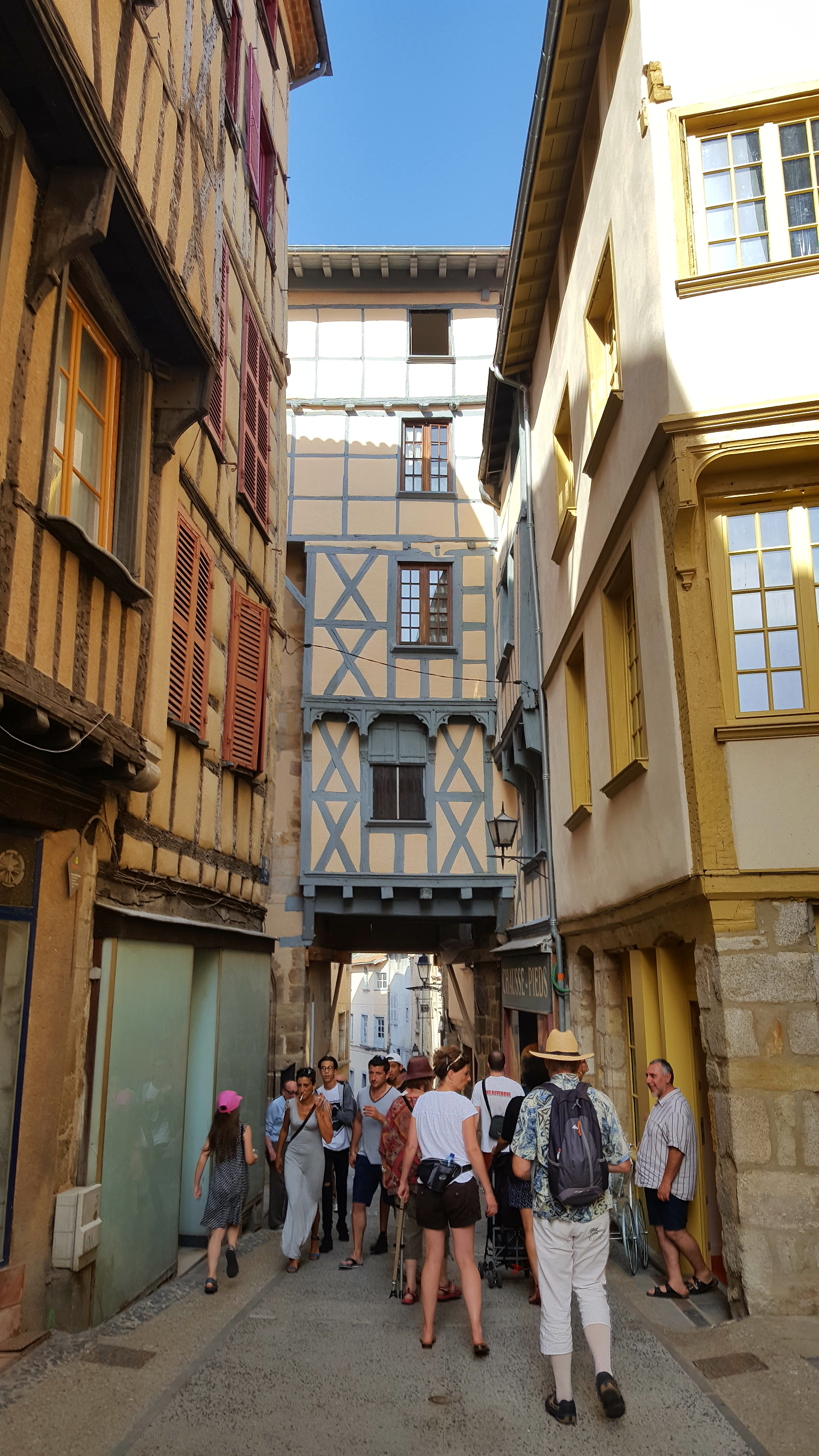
Maisons à colombages dans la cité médiévale de Thiers.

Une maison à colombages ou maison à pans de bois (expression plus adaptée lorsque la maison est à plusieurs étages), ou encore maison en corondages, est une construction à ossature constituée de deux éléments principaux : 
- l'ossature en charpente (au sens large : murs et structure porteuse de la couverture) assemblée constituée de pans de bois dont les poutres délimitent des compartiments appelés carreaux. Elle est subdivisée en armature principale (poteaux, sablières) et armature secondaire (pièces de bois dont l'assemblage créent des motifs : armature en chevrons[5], en grille, en losanges…) ;
- le hourdage  (maçonnerie légère : brique, torchis, pierre, plâtre ; bois), qui remplit les murs et a un rôle de raidisseur.

L'habitation a beaucoup plus changé qu'il n'y paraît car, aujourd'hui, seules subsistent de l'époque les maisons les plus solides, surtout celles construites en pierre ou en brique. Pourtant, ces matériaux sont tardivement employés d'une manière générale et leur omniprésence actuelle masque le fait que la terre crue qui tombe en poussière en quelques siècles, a dû largement les concurrencer mais cette construction ne laisse pas de vestiges aussi éloquents[réf. nécessaire]. Connue dès le Néolithique, et dans l’Antiquité romaine sous le nom d'opus craticium, la maison à pan de bois est utilisée dans de nombreuses régions où le bois est abondant. À l'exception de la Scandinavie et la Russie qui privilégient la construction en bois massif empilé, le mode de construction le plus répandu associe le bois et le pisé, que ce soit en Europe occidentale avec crépi ou bois apparent (colombage) ou en Extrême-Orient (bambou et pisé).
Ce type de constructions a notamment été utilisé en Europe au moins dès le Haut Moyen Âge jusqu’au XIXe siècle. Elles nécessitent un fort investissement technique faisant appel au savoir-faire de générations de charpentiers rompus aux techniques d'assemblage et d'architectes impliqués dans les mises en œuvre de matériaux (essences de bois adéquates au type de construction, pierre, matière du hourdage) et les choix constructifs (entretoises nécessaires à la reprise des charges et des efforts, encorbellement, formes des toitures).
Dès le XVIIe siècle et durant tout le XIXe siècle, on plâtre les façades des maisons à pans de bois afin de répondre à la réglementation, de les protéger contre leur plus grand ennemi, l'incendie, et de leur donner un aspect plus luxueux et moderne. Dès le début du XVIIIe siècle, l'architecture en pierre s'est imposée dans toutes les villes de grande ou de moyenne importance mais de nombreuses maisons à colombages subsistent un peu partout. Des plans de restauration sont mis en œuvre afin de conserver ce type d’habitat considéré comme un patrimoine architectural. Il connaît au XXe siècle une très lente patrimonialisation, inégale selon les régions, les villes et les secteurs urbains. Ce processus de patrimonalisation « par désignation institutionnelle » (processus administratif d'une puissance publique dans des actions de protection et de valorisation touristique) et de patrimonialisation « par appropriation » (quand une mémoire collective se construit au sein d'un espace public) répond actuellement à des considérations sociales, politiques et économiques.

## Techniques de construction à colombages

### Matériaux utilisés

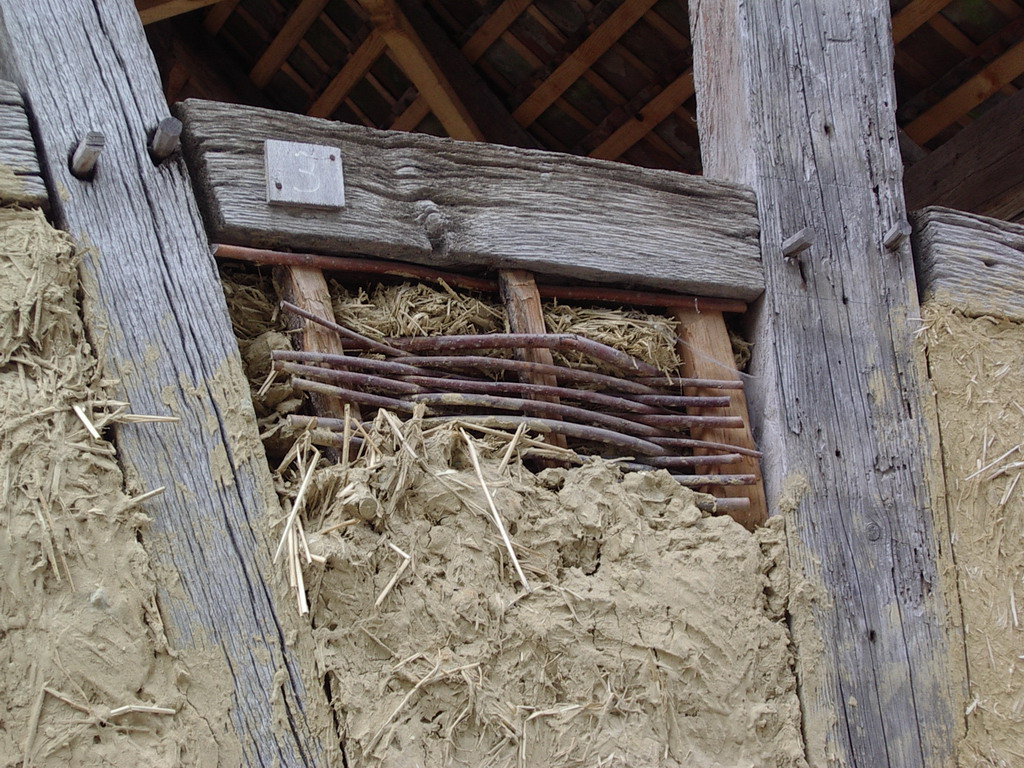
Exemple de mise en œuvre de torchis, écomusée d'Alsace.

Les murs de la maison reposent généralement sur des éléments de maçonneries (le solin) qui protègent le bois de l’humidité du sol. Parfois, tout le premier niveau est fait de pierres.
Le remplissage (hourdage) peut être réalisé à base de brique (crue le plus souvent, tel le tuileau), recouverte d’une couche de plâtre pour lisser le tout. En Nouvelle-France, le pierrotage consistait en l'enchassement d'un appareillage de pierre ou de brique entre poteaux. Le remplissage peut également être maçonné avec des moellons liés à la chaux. Enfin il peut être réalisé en matériaux légers comme le plâtre ou, plus généralement le torchis (argile, paille et chaux, parfois avec du sable en plus lorsque l'argile est trop grasse), matière isolante et imperméable associée à un clayonnage. Le torchis est appliqué sur une armature constituée d'un clayonnage, un lattis ou des éclisses encastrées entre les poutres.
Dans le Sud-Ouest de la France, le hourdage constitué de torchis ou pisé est appelé paillebart. Le hourdis peut aussi contenir des débris de briques liés au mortier et est appelé massecanat.

### Technique des bois longs

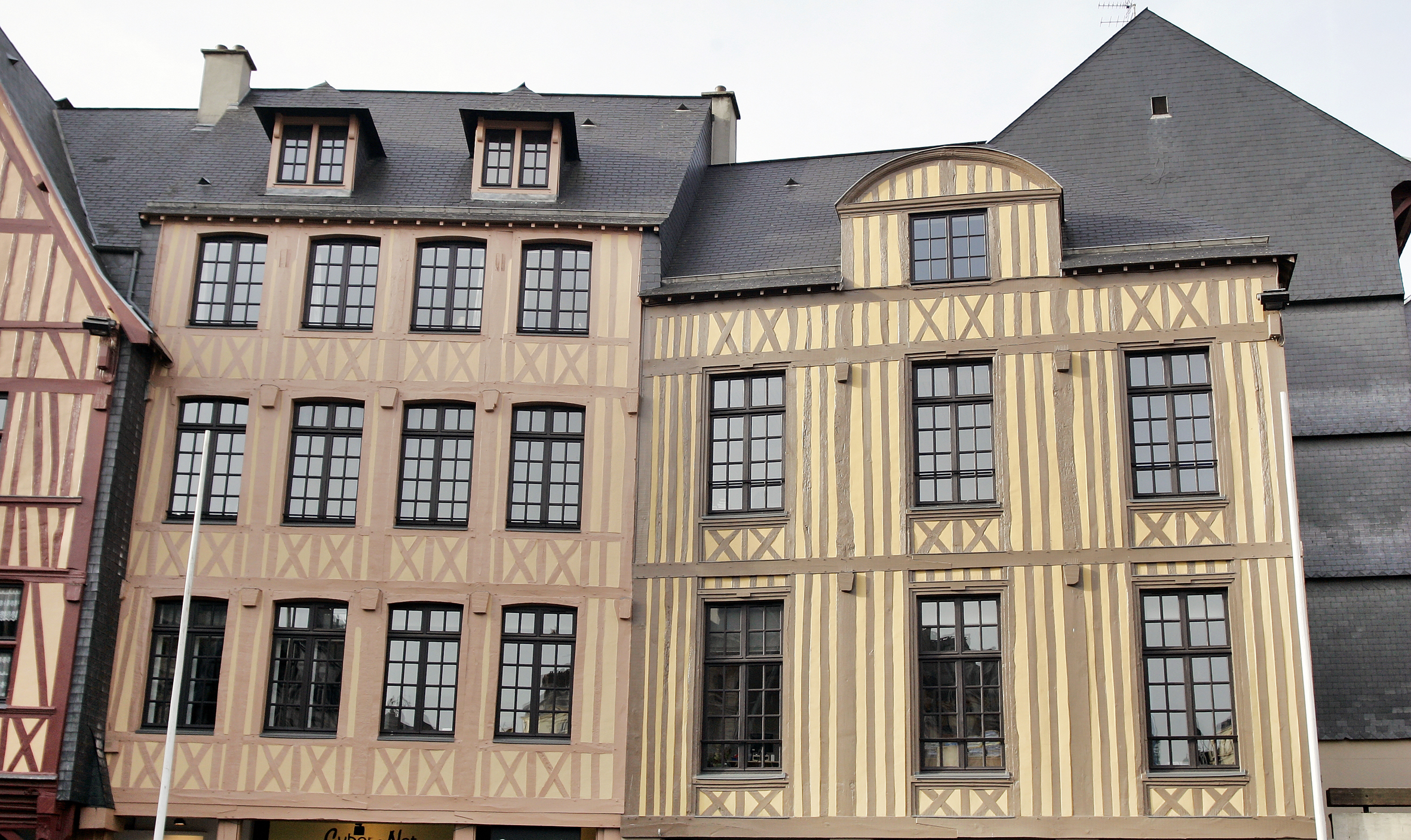
Bois courts et bois longs des, sur une place de Rouen.

La technique des bois longs a été utilisée principalement au début du Moyen Âge. Les poteaux montent d’un seul trait, du bas de la maison vers le haut. Les pièces horizontales viennent alors s’assembler dans les pièces verticales.
Pourtant relativement simple, elle a été assez rapidement abandonnée pour plusieurs raisons. Tout d’abord, beaucoup de ces maisons étaient construites à même le sol, sans isolation du bois qui pourrissait donc facilement. Les maisons à longs pans qui sont actuellement conservées ont été construites avec un mur de soubassement, prévenant ainsi le pourrissement des bois. De plus, à partir du XIIIe siècle, le bois long se raréfie, tout particulièrement en ville. Il était en outre bien difficile d’apporter de longs poteaux dans les ruelles étroites et sinueuses des villes médiévales. Cette technique a donc été abandonnée progressivement pour laisser place à la technique des bois courts. Elle a par ailleurs été interdite dans les voies publiques de certaines grandes villes, afin d’éviter la communication du feu d’un côté d’une rue à l’autre.
Cependant, à certains endroits, on assiste à la réapparition de la technique du bois long dès le milieu du XVIIe siècle et plus généralement au XVIIIe siècle, favorisée en partie par la disparition des encorbellements, dans des villes comme Vernon ou encore davantage à Rouen.

### Technique des bois courts

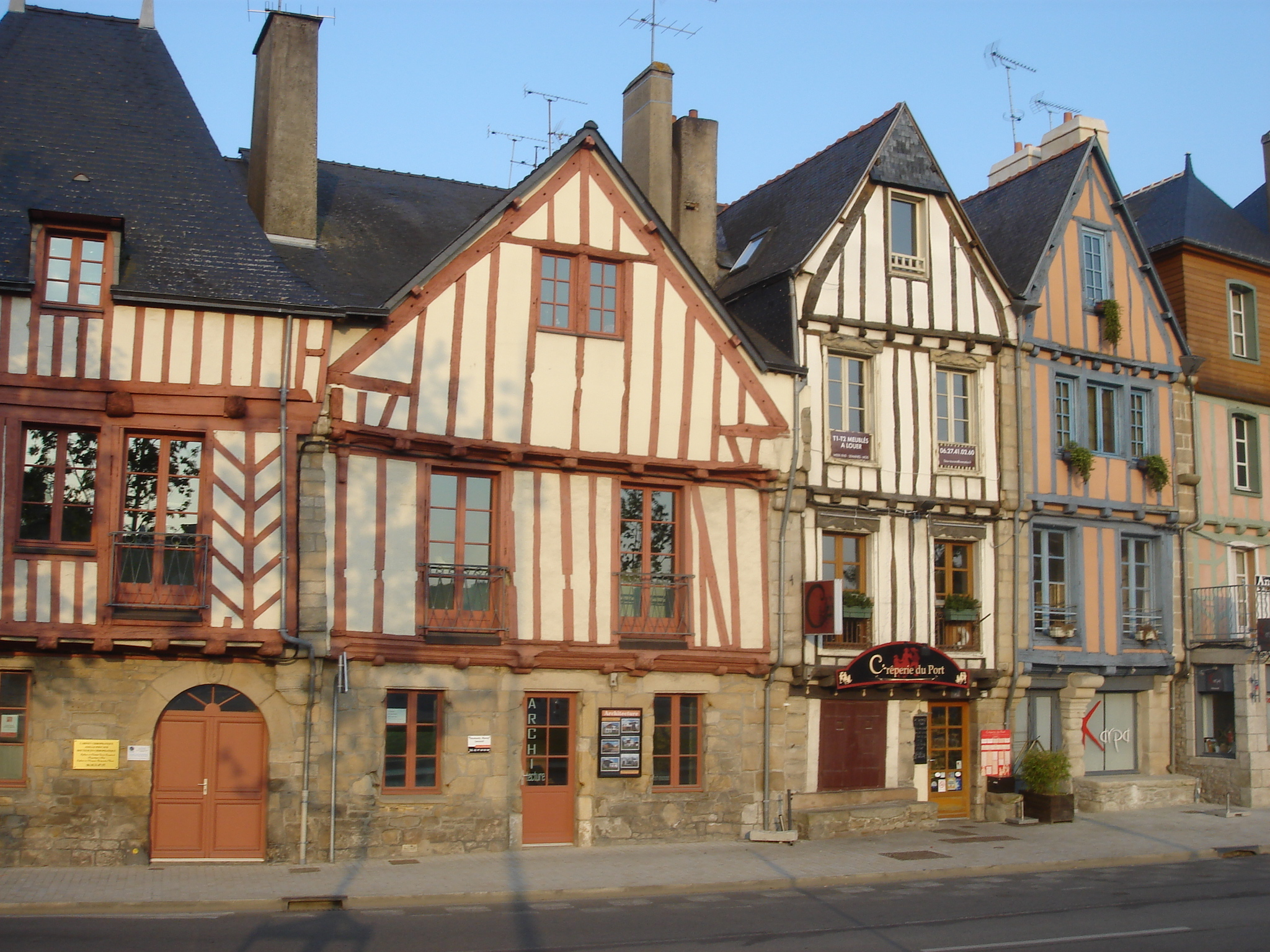
Maisons à pans de bois (XVIe siècle) à Vannes.

La technique des bois courts a donc généralement pris le pas sur les bois longs aux XVe et XVIe siècles. On n’utilise plus de longs pans mais des bois plus courts qui facilitent la construction, tout particulièrement en ville. Un poteau forme un niveau. Cette forme de construction va permettre le développement des maisons à encorbellement.
Les procédures d’alignement et le décret de destruction des encorbellements en 1817 en France ont pour effet de remplacer les façades construites avec cette technique. Les propriétaires les plus aisés font construire une nouvelle façade en pierre, selon la mode de l’époque. Ceux qui ont des moyens financiers plus limités font couper les solives pour mettre d'aplomb la façade et l'enduire d’un crépi identique à celui des maisons en pierre.

### Encorbellement

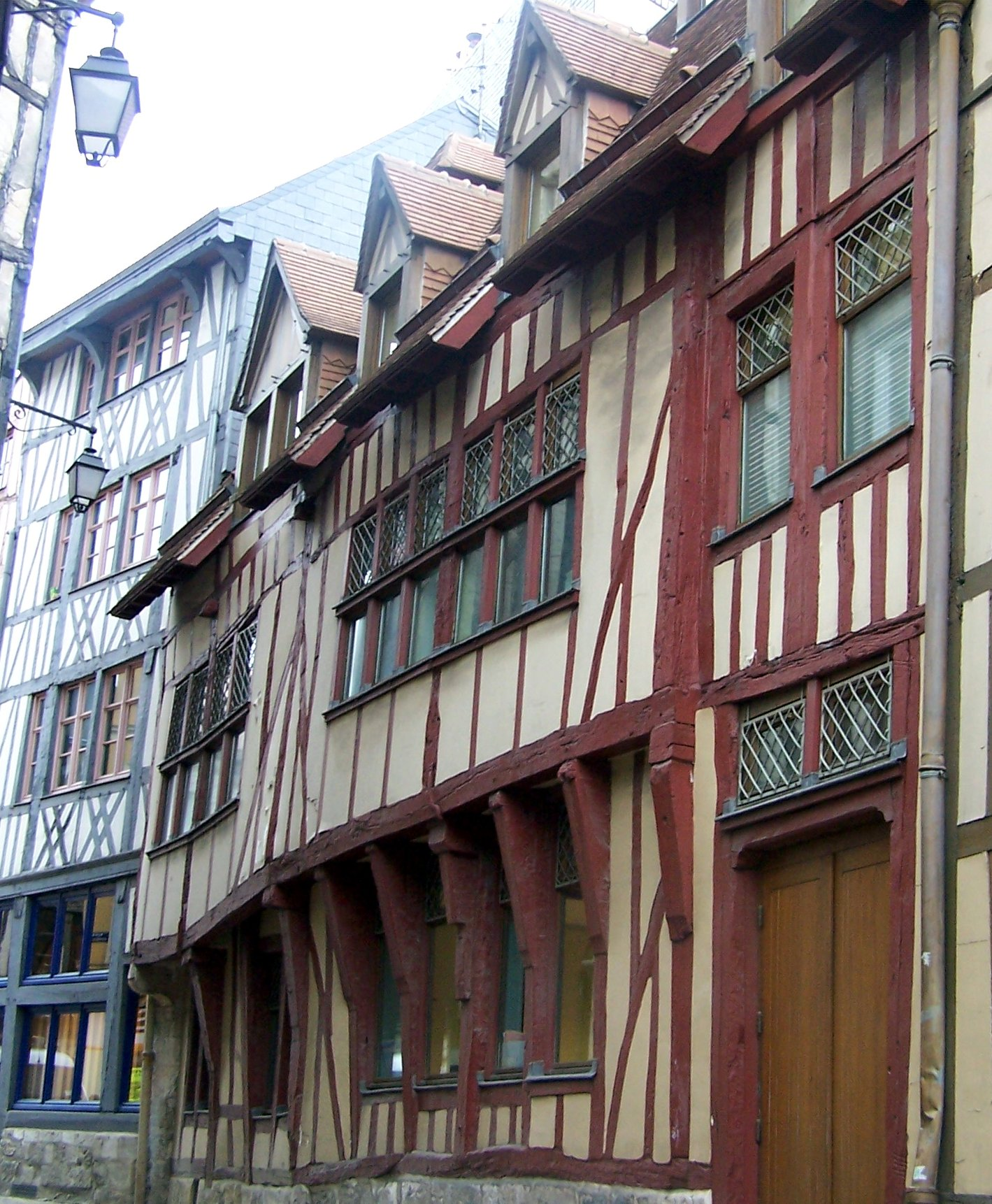
Encorbellements primitifs à Rouen, rue du Petit-Mouton (XIVe siècle).

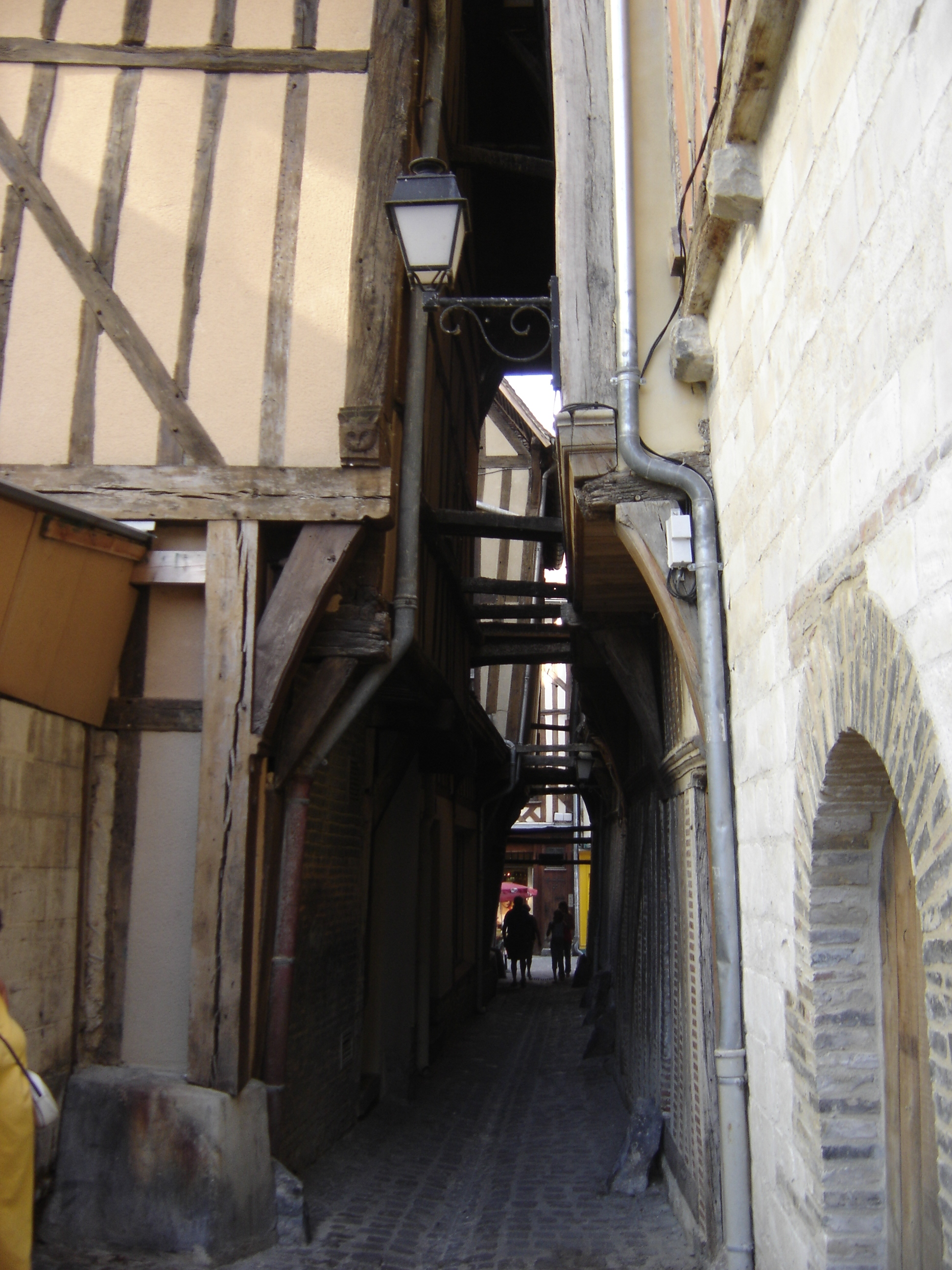
Les encorbellements assombrissent complètement la ruelle des Chats à Troyes.

Ce terme est dérivé de « corbel », forme ancienne de « corbeau ». L’encorbellement a pu se développer grâce à la technique des bois courts. Ce système de construction permet de porter une charge en surplomb sur le nu d’un mur. Les maisons vont donc avoir un ou plusieurs étages, en saillie sur le rez-de-chaussée.
On en trouve dès le XIVe siècle, à la fin du Moyen Âge, mais cette technique se développe surtout à la Renaissance. Au cours du temps, elle se perfectionne et permet la multiplication des encorbellements. Certaines maisons peuvent avoir deux, trois, voire exceptionnellement quatre ou cinq étages en encorbellement.
Il existe plusieurs types d'encorbellement : l'encorbellement sur sommiers, sur solives ou sur un organe spécifique (corniche, corbeau ou pigeâtre).
La maison urbaine se distingue de la maison rurale par cette structure à étages multiples. La répartition des niveaux sociaux en hauteur se répand : ouvroir (boutique ou atelier) au rez-de-chaussée, logis du maître à l'étage et au-dessus chambres des ouvriers, soupentes habitées. La baie d'ouvroir dont les volets se relèvent en auvent et s'abaissent en étal, est typiquement surmontée d’un linteau en bois ou d’une dalle de pierre monolithique, d’un arc de décharge, d’un pignon aigu plaqué d’ardoises ou de tuiles plates. Les étages se divisent, comme à la campagne, en deux parties : salle de séjour avec foyer et chambre à coucher. Les logis populaires sont de simples baraques en bois, des appentis au fond d'une cour, les caves ou les combles de ces maisons à encorbellement.
La construction en encorbellement offre plusieurs avantages : elle permet non seulement aux propriétaires de gagner en surface à chaque étage, mais aussi de diminuer les taxes, calculées d'après la superficie au rez-de-chaussée. Enfin, elle évite aux eaux de pluie de s’écouler sur la façade, chaque étage en encorbellement protégeant l’étage inférieur.
Cependant, au fur et à mesure, ce système a été interdit. En effet, toutes les formes d'encorbellement — auvents, balustres, loges, tourelles, échauguettes — se développent avec une vigueur qui peut mener à l'obstruction totale de la rue, ce qui l'assombrit. Les ménagères tendent des perches pour y faire sécher leur linge. Nombre de maisons ne sont pas équipées de fosses d'aisance, les propriétaires continuant à jeter le contenu des pots de chambre par la fenêtre, ce qui fait de la rue une espèce de cloaque sombre et puant, où vent et soleil ne pénètrent jamais, propice à la fermentation des déjections de toutes sortes, à la propagation rapide des épidémies mais aussi aux risques de communication du feu.
À Rouen, par exemple, il est interdit dès 1520, au prétexte de « faire circuler l’air pour lutter contre la peste » ; plus tard, un arrêt du Parlement de Normandie le proscrit pour l'ensemble de la province, mais les effets se feront attendre. À Paris, il est interdit à maintes reprises (1560, 1607, 1667…) mais la répétition des ordonnances royales ou municipales souligne qu'elles sont peu appliquées. Un autre facteur explique le déclin de cette technique : la nouvelle influence de l’architecture italienne. Cependant, au début du XIXe siècle, si les façades sur rue sont en pierre, les cloisons, les murs sur cour et les étages supérieurs sont souvent encore construits à pans de bois, tant la légèreté et le bas prix du matériau offre d'avantages.

### Essentage ou bardage

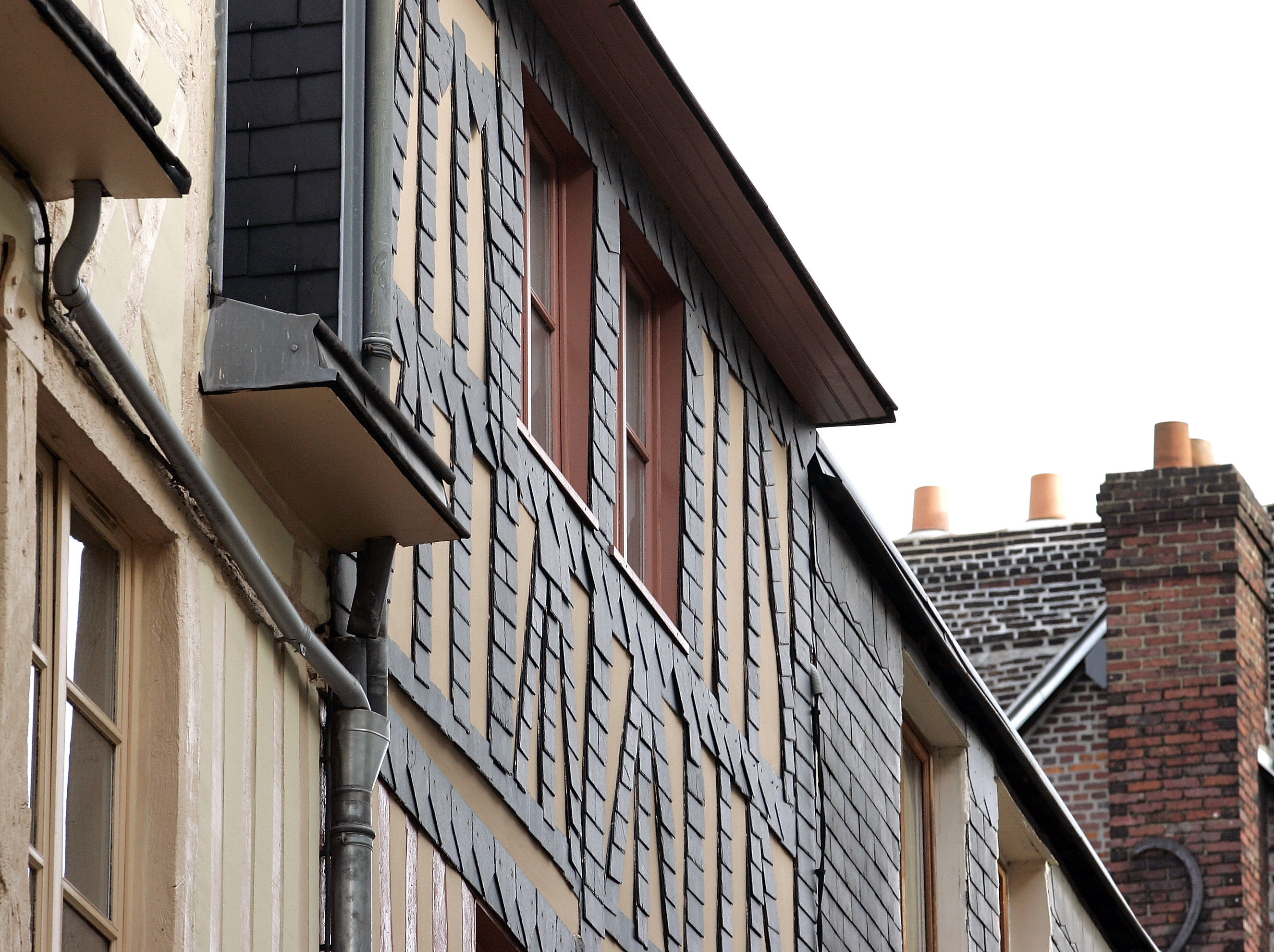
Essentage décoratif dans les rues de Rouen.

L'essentage consiste à recouvrir les poutres, le plus souvent les pignons avec des « essentes », c'est-à-dire des bardeaux (petites planches de bois, tuiles de bois) ou des ardoises. C'est un terme dialectal de l'Ouest, en français standard on parlera de bardage de bois ou d'ardoise.
Il assure une protection durable du bois situé du côté de la maison qui se trouve exposé aux intempéries.

### Restauration
La restauration des maisons à pans de bois nécessite la numérotation des pans avant le démontage, pour qu'une fois restauré en atelier, le remontage se fasse à l'emplacement original.

## Historique
Les fouilles archéologiques ont pu révéler la présence, dès le Néolithique, de techniques de construction s'apparentant au pan de bois.
La prédominance des maisons en bois sur la pierre s'est longtemps expliquée, dans les régions où ce matériau est disponible, par la légèreté du bois et sa facilité de mise en œuvre qui permettaient d'élever rapidement les maisons sans gros moyens. Les palais et hôtels particuliers sont plus généralement en pierre, marqueurs du statut social du propriétaire, tandis que le bon peuple doit se contenter des panneaux de bois.

### Maison antique

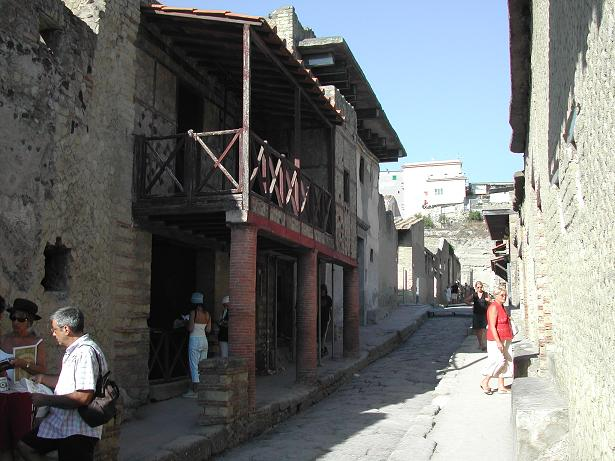
Façade de la maison antique en opus graticium à Herculanum.

Les colombages en bois étaient un mode de construction courant dans les habitations romaines, où il prenait le nom d'opus craticium. Les remplissages pouvaient être réalisés en opus incertum.

### Maison gothique

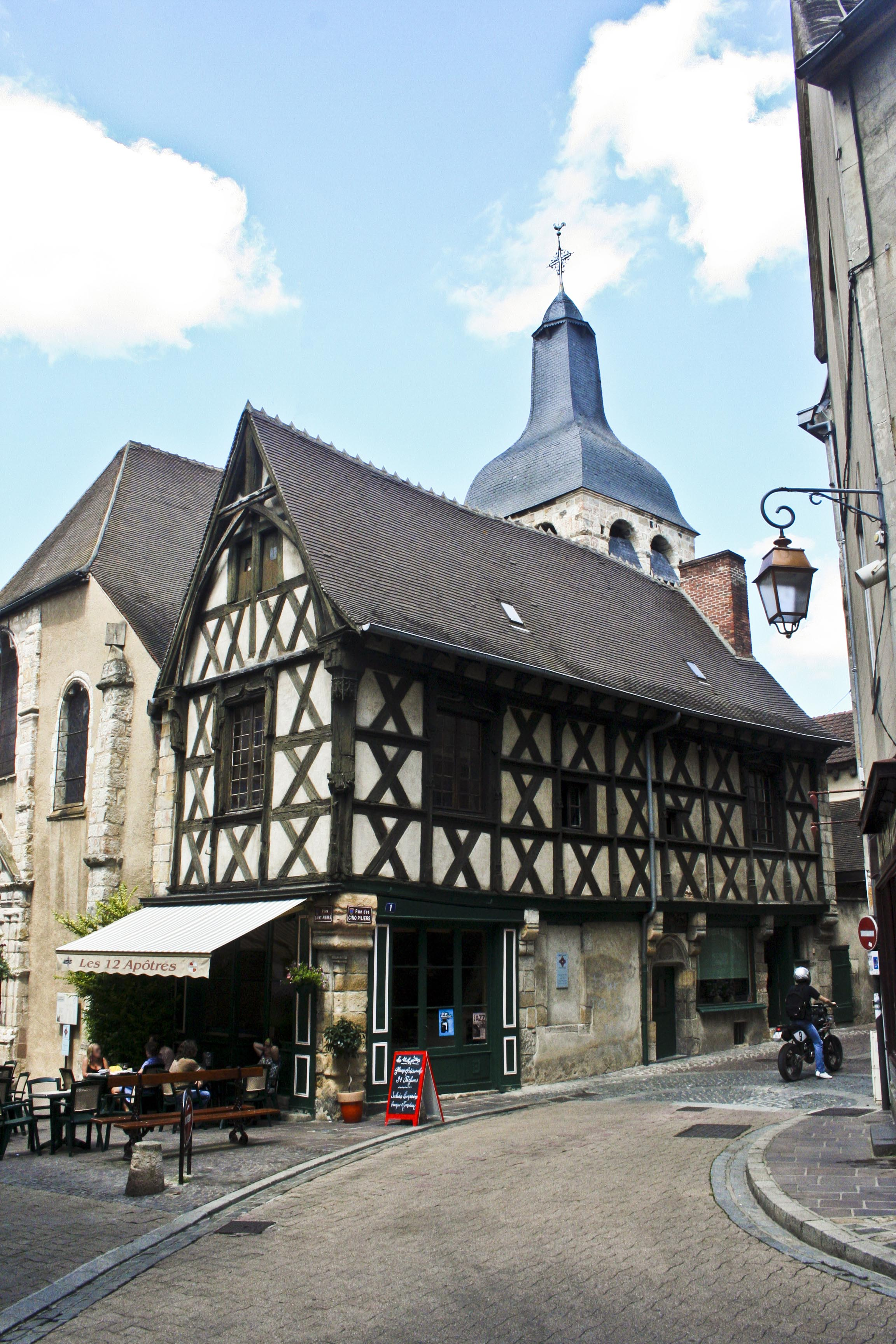
Maison des 12-Apôtres, Montluçon (Allier).

Les plus anciens exemples de pan de bois du Moyen Âge, datés par dendrochronologie dateraient du XIIe siècle, en Allemagne, en Angleterre et en France à Tourcoing.
Le type de la maison dite gothique, car sa période de construction correspond à la fin du gothique, s’est développé après la guerre de Cent Ans et 1520. Il ne faut pas se laisser abuser par une certaine image d'Épinal qui représente la ville médiévale avec ce type de maison toute gauchie, comme prête à s'effondrer. Les maisons médiévales sont en bois (France du Nord et pays d'Empire en Europe, où les maisons conservées de cette époque sont rares), mais aussi en briques (pourtours de la Baltique et de la mer du Nord) ou en pierres (fréquentes dans les pays méditerranéens) dans les régions où ces matériaux sont aisément disponibles. De plus, leur gauchissement provient le plus souvent des « méfaits causés à l'environnement de l'édifice par le passage des réseaux urbains déstabilisant poteaux d'angle et sablières basses, l'exhaussement des sols par stratifications successives des revêtements engendrant le pourrissement de ces mêmes sablières ».
Le rez-de-chaussée comporte parfois une boutique. Elle était constituée d’un ouvroir qui donnait sur la rue, ouvert la journée, et que l’on fermait la nuit avec des volets de bois. Les étages étaient bien souvent en encorbellement. Cette période de la Renaissance est d’ailleurs l’âge d’or de ce type de construction, qui connut parfois des abus ; notamment avec la multiplication des encorbellements.
Le toit est à pignon sur rue, avec ferme débordante, portée par des pigearts. Il y a un système de surcroît afin de plus facilement utiliser le comble.
Les fenêtres de la maison gothique prennent de l’importance. En effet, elles sont souvent regroupées par plusieurs afin de donner davantage de clarté à l’intérieur ; parfois même, elles se développent sur toute la largeur de la façade.
Le décor de la maison se fait à cette époque plus présent pour les propriétaires les plus riches : tout élément en bois peut être sculpté. C’est ainsi que les sablières, pigearts, meneaux, traverses, encadrements des fenêtres et des portes sont sculptés.
Le poutrage des maisons dites gothiques était peint, mais pas dans des tons assez vifs (les couleurs vives se développent au XIXe siècle), le plus souvent avec de l'ocre, et non du sang de bœuf et du brou de noix fixés au vinaigre (idée reçue malgré l'impossibilité de produire une peinture rouge à partir de sang, sous-produit abondant des abattoirs). L'utilisation d'ocre rouge  disponible dans les carrières ou obtenu à partir d'ocre jaune brûlé est fréquente : ce pigment donne une teinte résistant mieux aux UV, protège le bois du pourrissement et des insectes xylophages tout en lui permettant de respirer. Les enduits ne sont probablement pas peints, mais tout au plus recouverts d'un voile de lait de chaux incolore pour en renforcer la dureté. À partir du XVIe siècle, le parement extérieur est parachevé avec deux couches de chaux. Cette peinture a disparu au cours du temps ou a tout simplement été ôtée plus tard ; de nos jours, lors de leur restauration, ces maisons sont repeintes.

### Renaissance

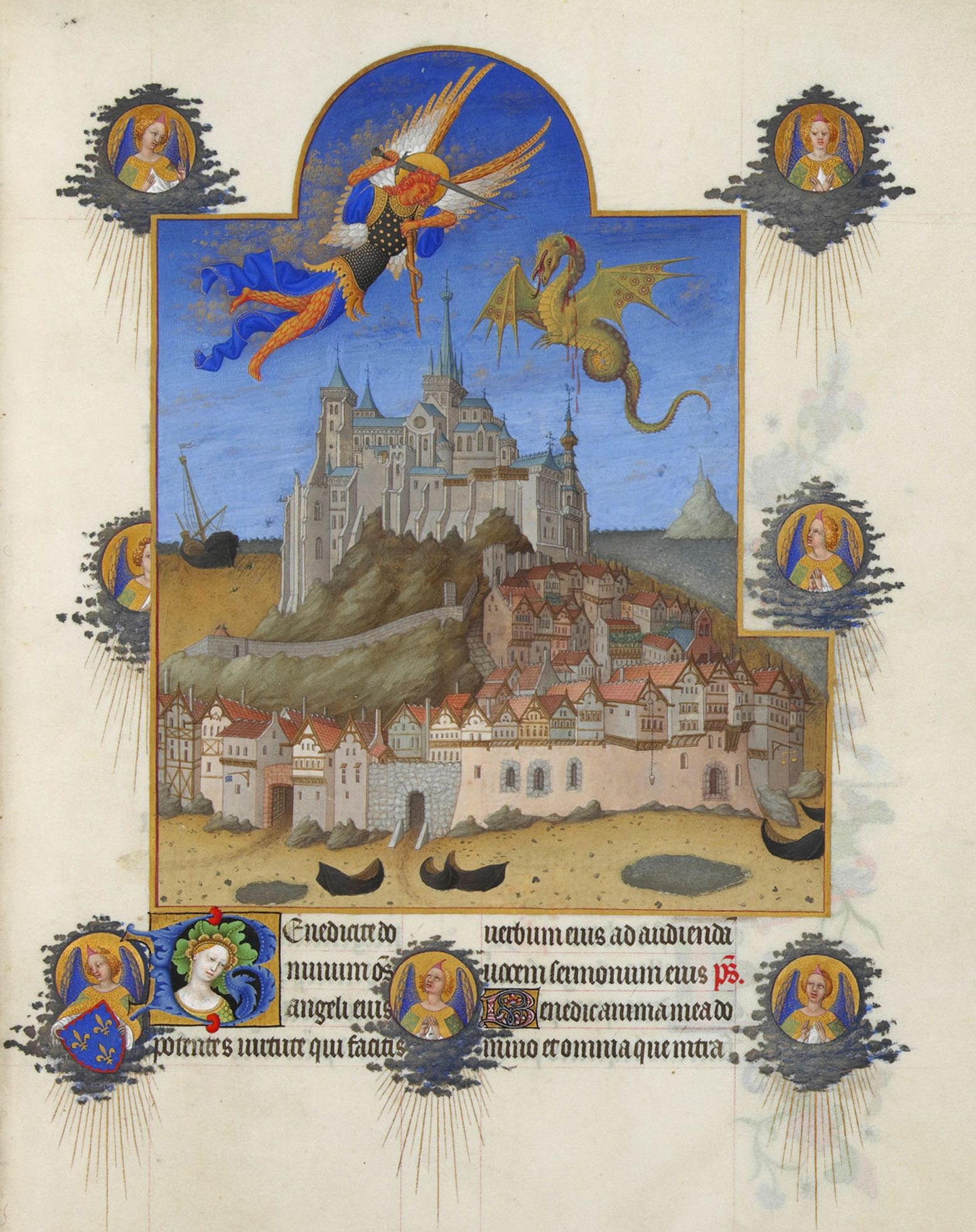
Enluminure ornant Les Très Riches Heures du duc de Berry, Chantilly, musée Condé,, vers 1411-1416. Elle représente Le Mont-Saint-Michel et ses maisons à pans de bois sur soubassement maçonné, dont la figuration est fantaisiste.

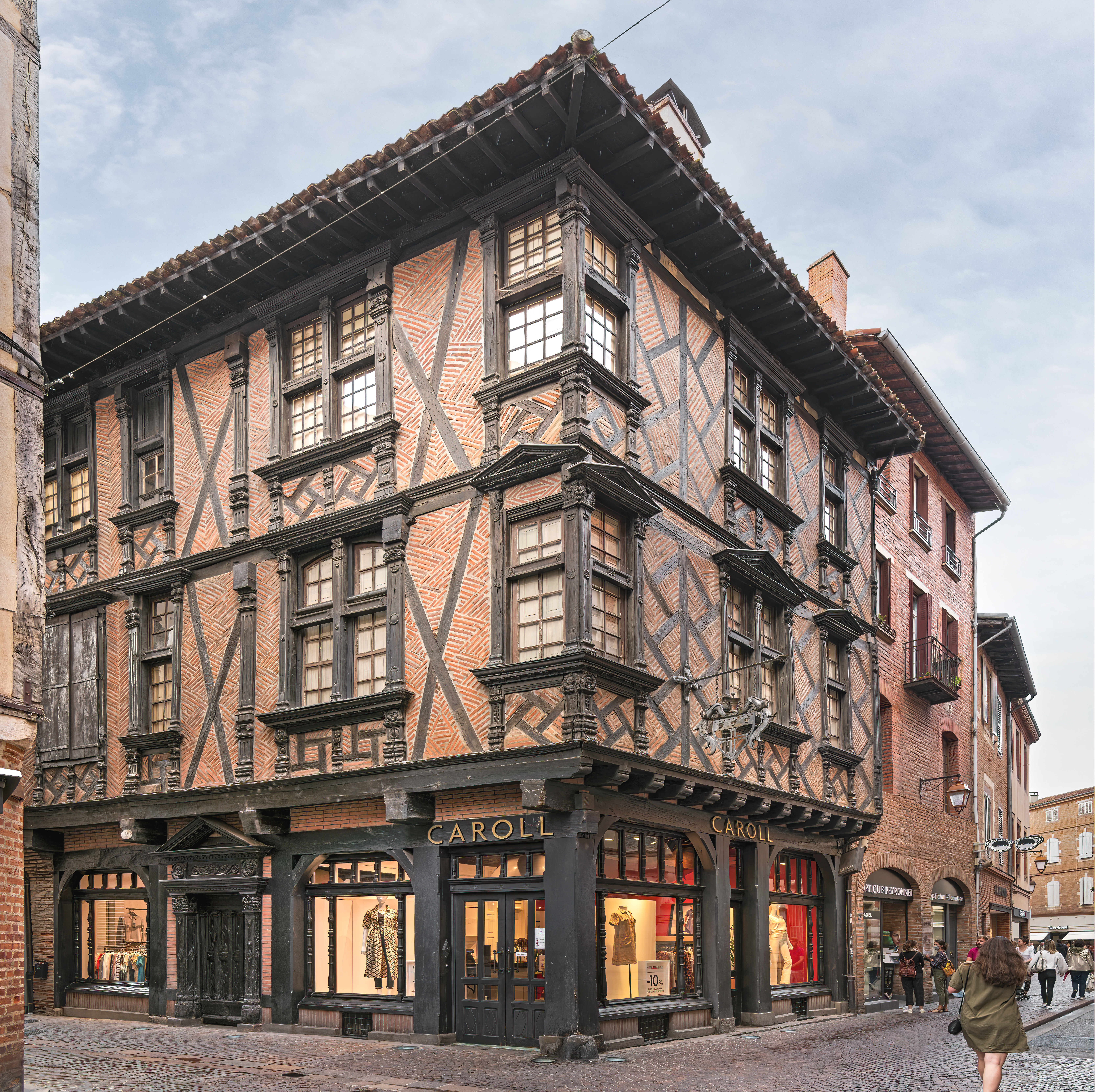
La maison Enjalbert à Albi (Tarn), corondage de brique foraine avec décor de style Renaissance (XVIe siècle).

Durant la Renaissance, on constate peu de modifications dans la technique de construction. Le fait principal réside en la disparition progressive des encorbellements, due aux interdictions. On utilise davantage la pierre ; certaines maisons à pans de bois ont les deux premiers niveaux construits dans ce matériau. La principale innovation est dans la décoration, qui a tendance à s’inspirer des décors italiens : on abandonne peu à peu le décor gothique pour des pilastres, chapiteaux, moulurations, volutes, corniches… Les parties les plus ornées sont les sablières, fenêtres et portes.
Il est possible, au vu des nombreuses traces retrouvées au cours des chantiers et des rares textes existants, d'affirmer que la grande majorité des maisons de la fin du Moyen Âge et de la Renaissance sont peintes en rouge sombre (badigeon teinté d'un ocre brun-rouge, moins fréquemment d'un ocre beige, jaune, voire de noir en Alsace), que l'on n'hésite pas à raviver à l'approche des fêtes de village. Les propriétaires les plus riches ajoutent parfois de la polychromie, du décor au niveau des panneaux et de la sculpture. L'examen des bois montre l'utilisation générale d'une teinte rouge, de l'ocre rouge jusqu'au lie de vin. Pour le poutrage intérieur, le bois laissé à l'état naturel noircit progressivement avec les dépôts de fumée et de suie qui sont des armes efficaces contre les parasites.

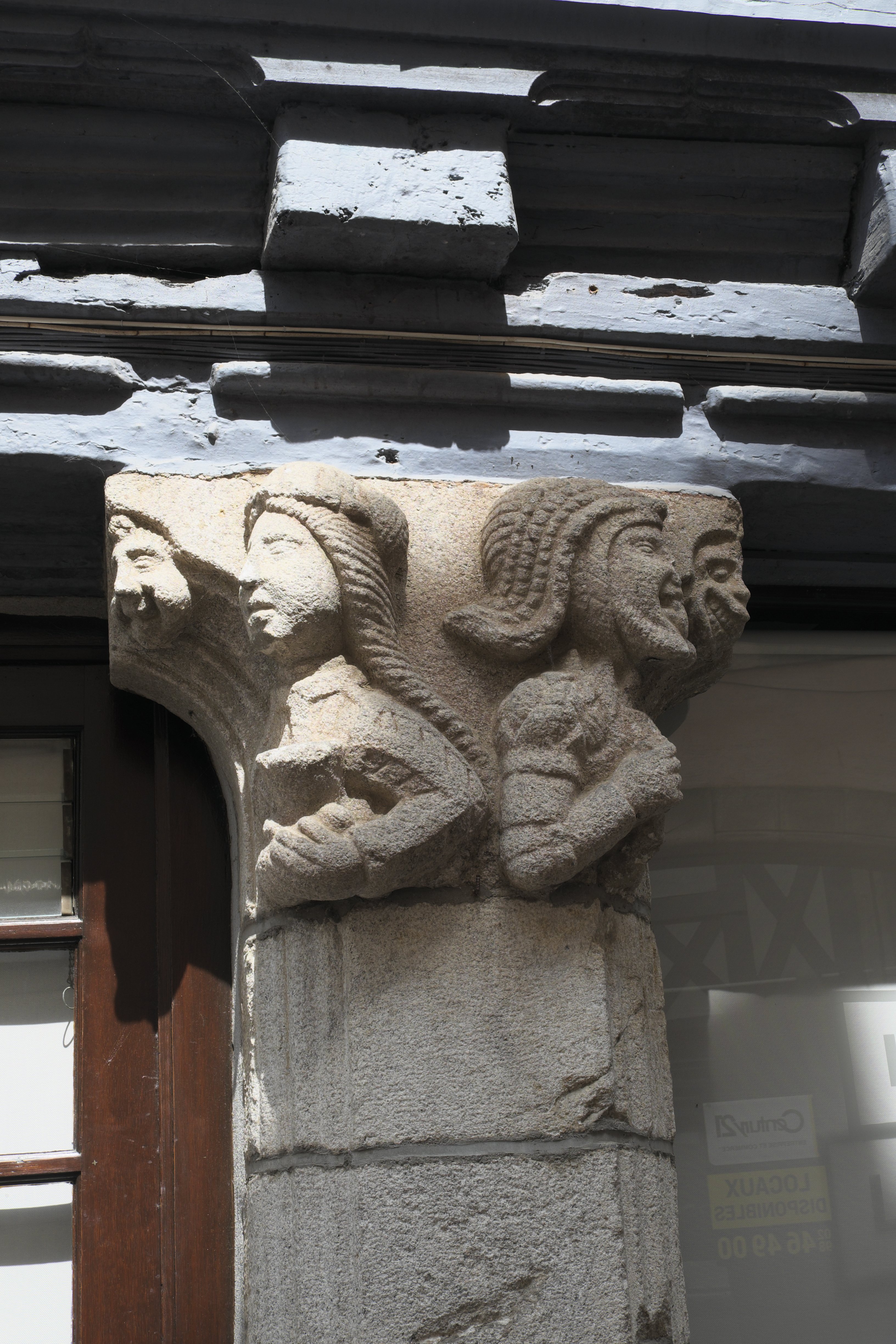
Maison des Cariatides, Quimper. Décor des colonnades en soubassement du premier niveau d'encorbellement datant de la deuxième moitié du 16^{è}.

### XVIIeetXVIIIesiècles
Les maisons se font à cette époque plus sobres. On continue de construire dans le style des bois courts ; mais les fenêtres s’allongent et les façades sont en général plus sobres et s’adaptent aux lignes droites de l’ordonnance générale.

## Exemples actuels

### Allemagne
Malgré les nombreuses destructions durant la Seconde Guerre mondiale, plus d'un million de maisons à colombages subsistent en Allemagne. Les constructions de ce type imprègnent toujours de nombreux centres historiques de villes et de villages. Seules les régions situées au sud de la Bavière sont exemptes de ce type de construction. Il en va de même dans la plus grande partie de l'Autriche.
Les différences régionales de style sont très importantes, mais certaines caractéristiques se rencontrent dans des zones très vastes. Ainsi on retrouve, par exemple, des aspects typiques des colombages de Franconie jusqu'en Alsace. Les colombages de Basse-Saxe, par exemple à Hildesheim, sont caractérisés par de nombreux et riches motifs ornementaux que l'on retrouve plus rarement en Allemagne centrale ou méridionale. En Allemagne, plusieurs maisons à colombages furent reconstruites après la guerre, par exemple le Pain de Sucre renversé à Hildesheim ou l'Alte Waage à Brunswick.
Aux XVIIIe et XIXe siècles, les murs de colombages furent souvent habillés avec du bois ou de l'ardoise, ce qui rend souvent difficile l'identification de ce type de construction.

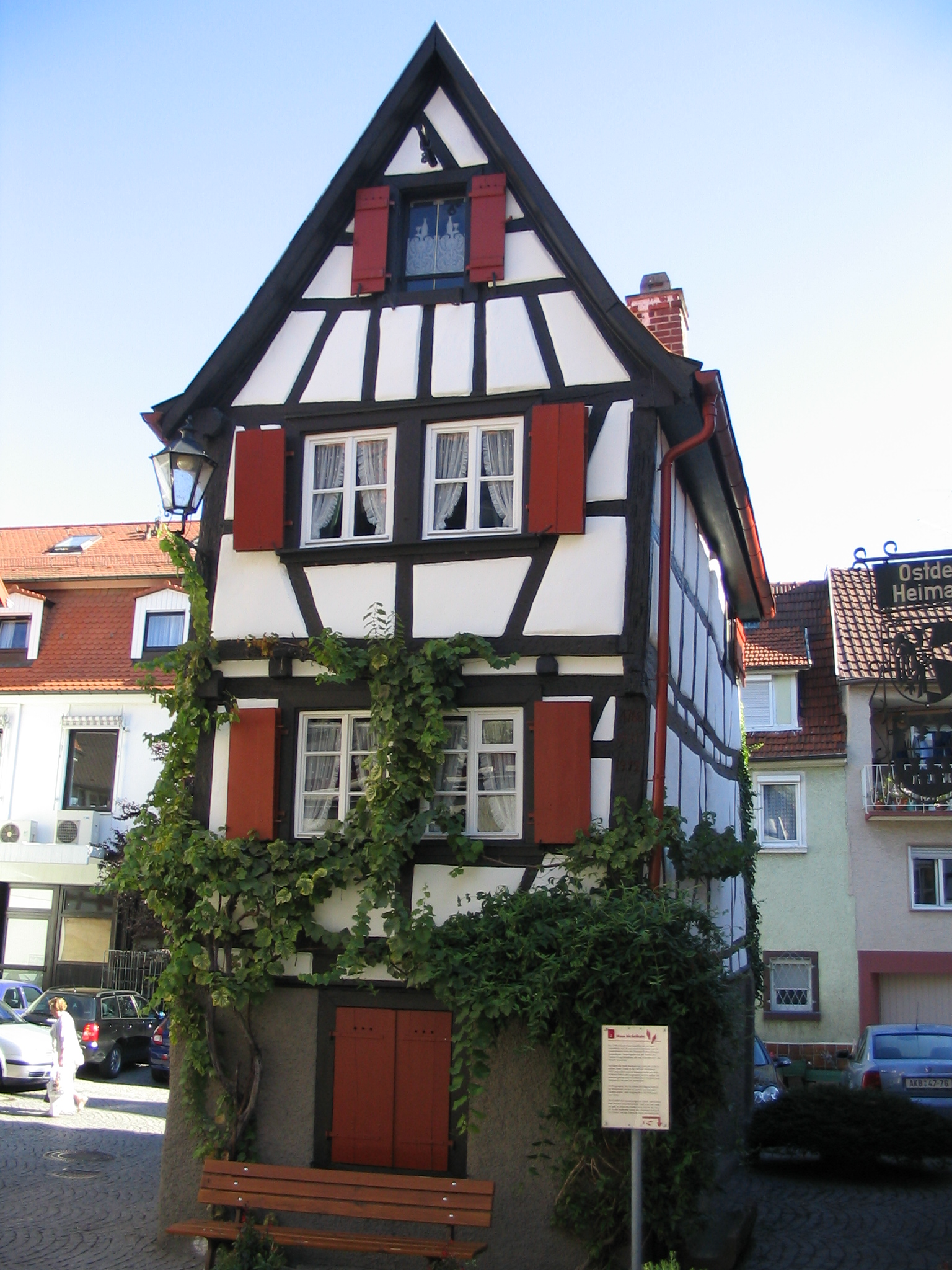
La maison Kickelhain à Mosbach (Bade-Wurtemberg) est, avec 52 m2 répartis sur deux étages, la plus petite maison à colombages habitée d'Allemagne.
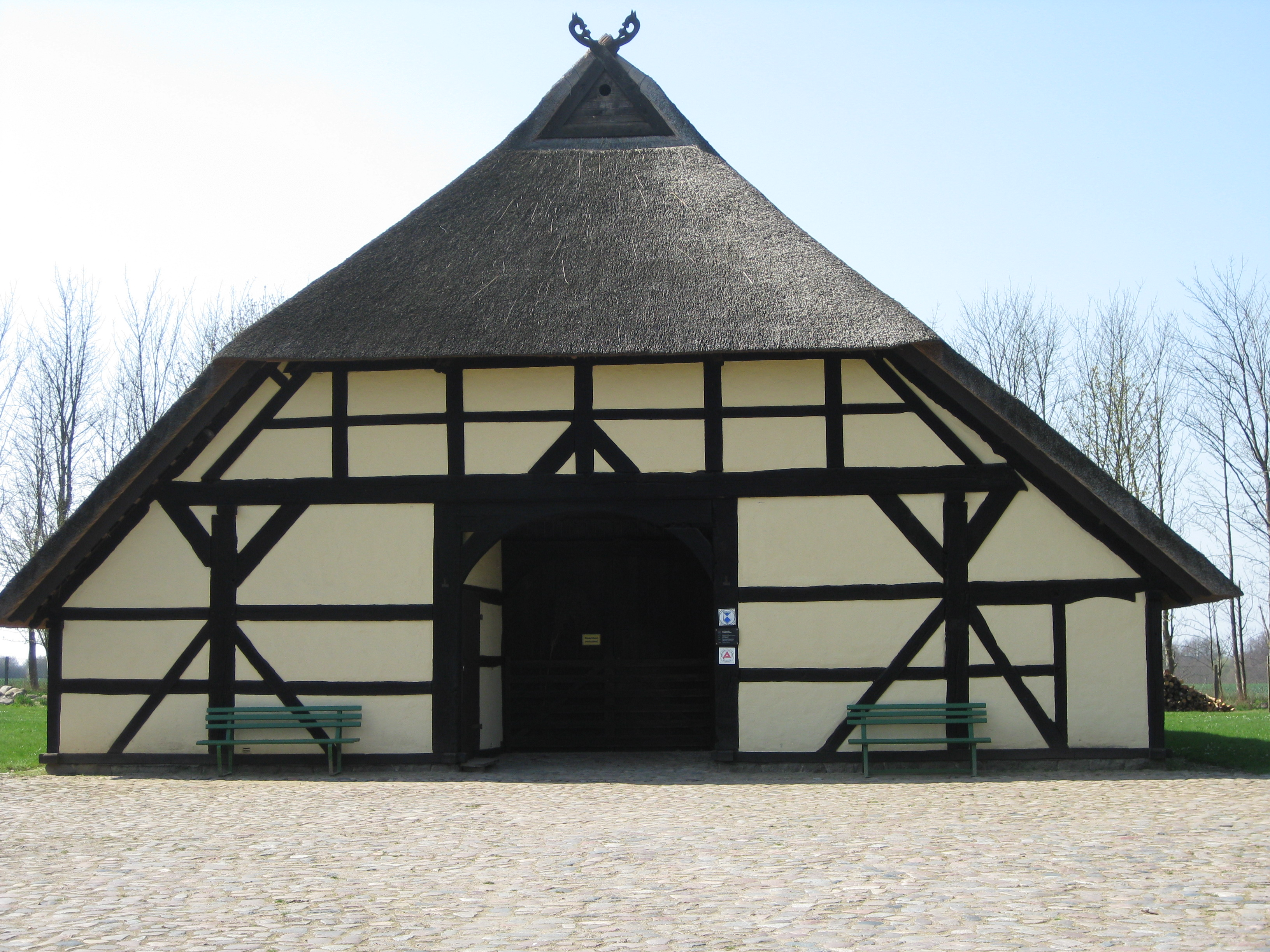
Maison de 1525 dans le musée de plein air de Schönberg (Mecklembourg-Poméranie-Occidentale).
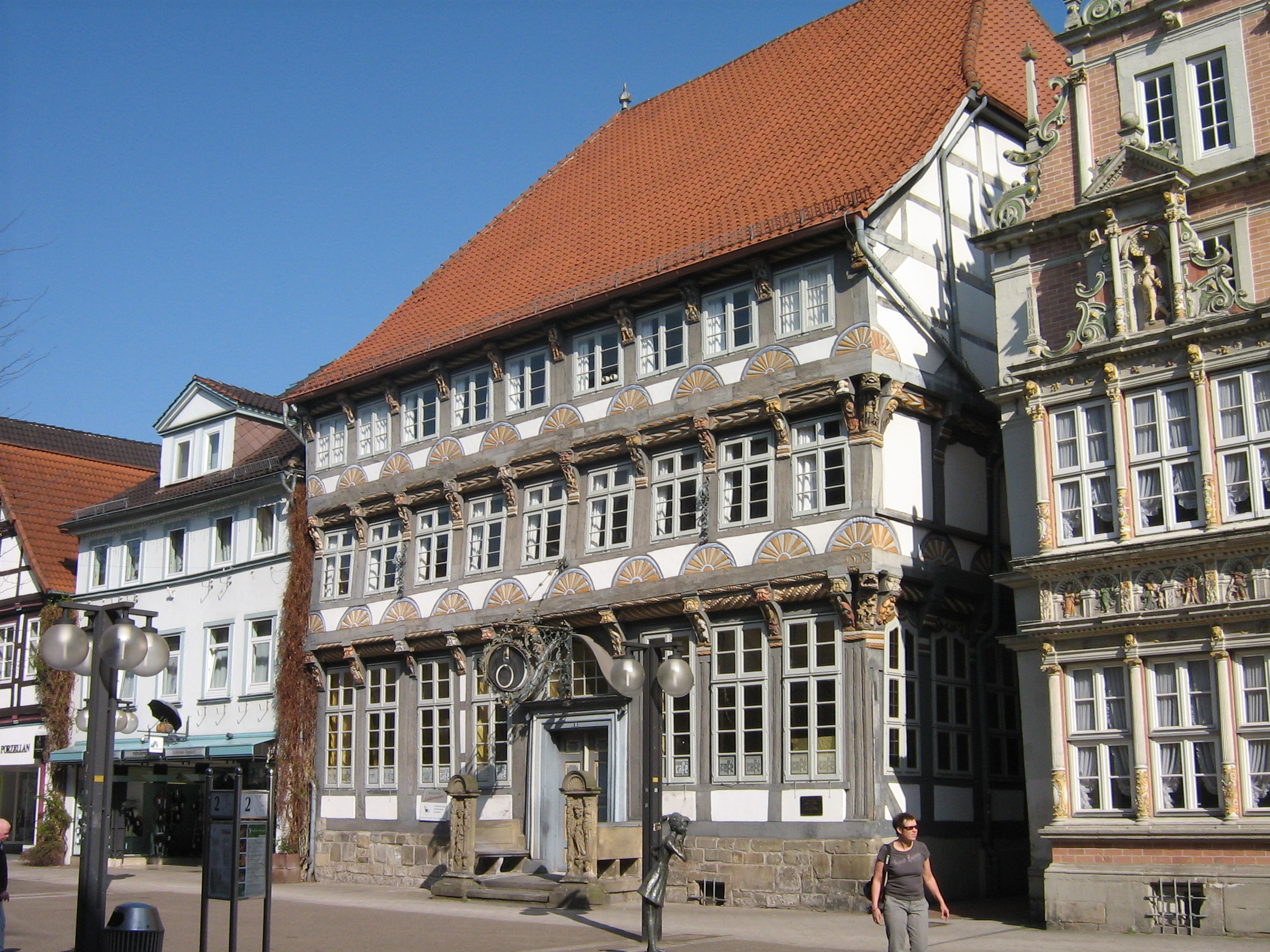
La maison Stiftsherrenhaus à Hamelin (Allemagne) (Basse-Saxe).
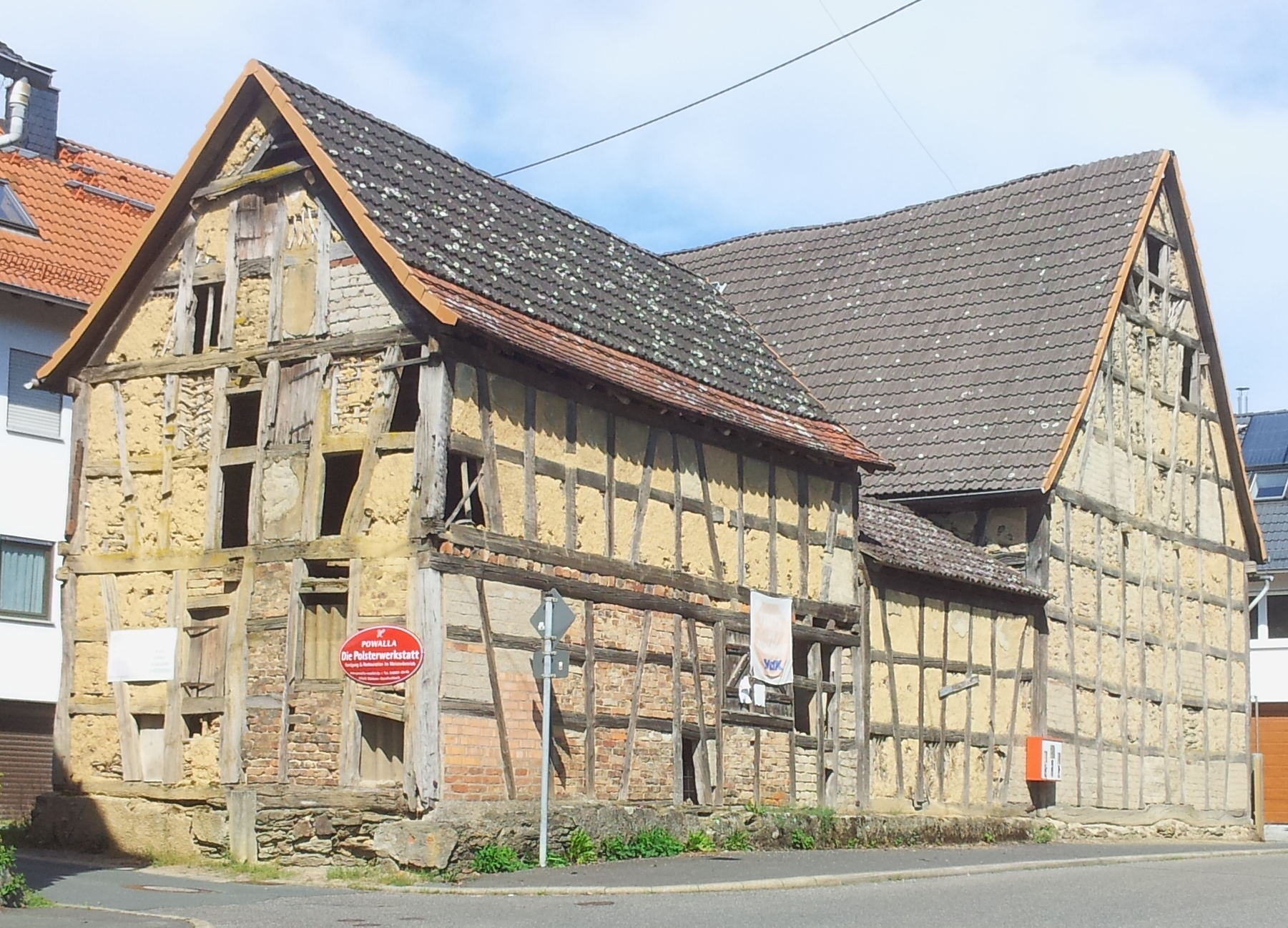
Maison à colombages (monument historique) à Reichenbach (commune de Waldems) en Hesse.
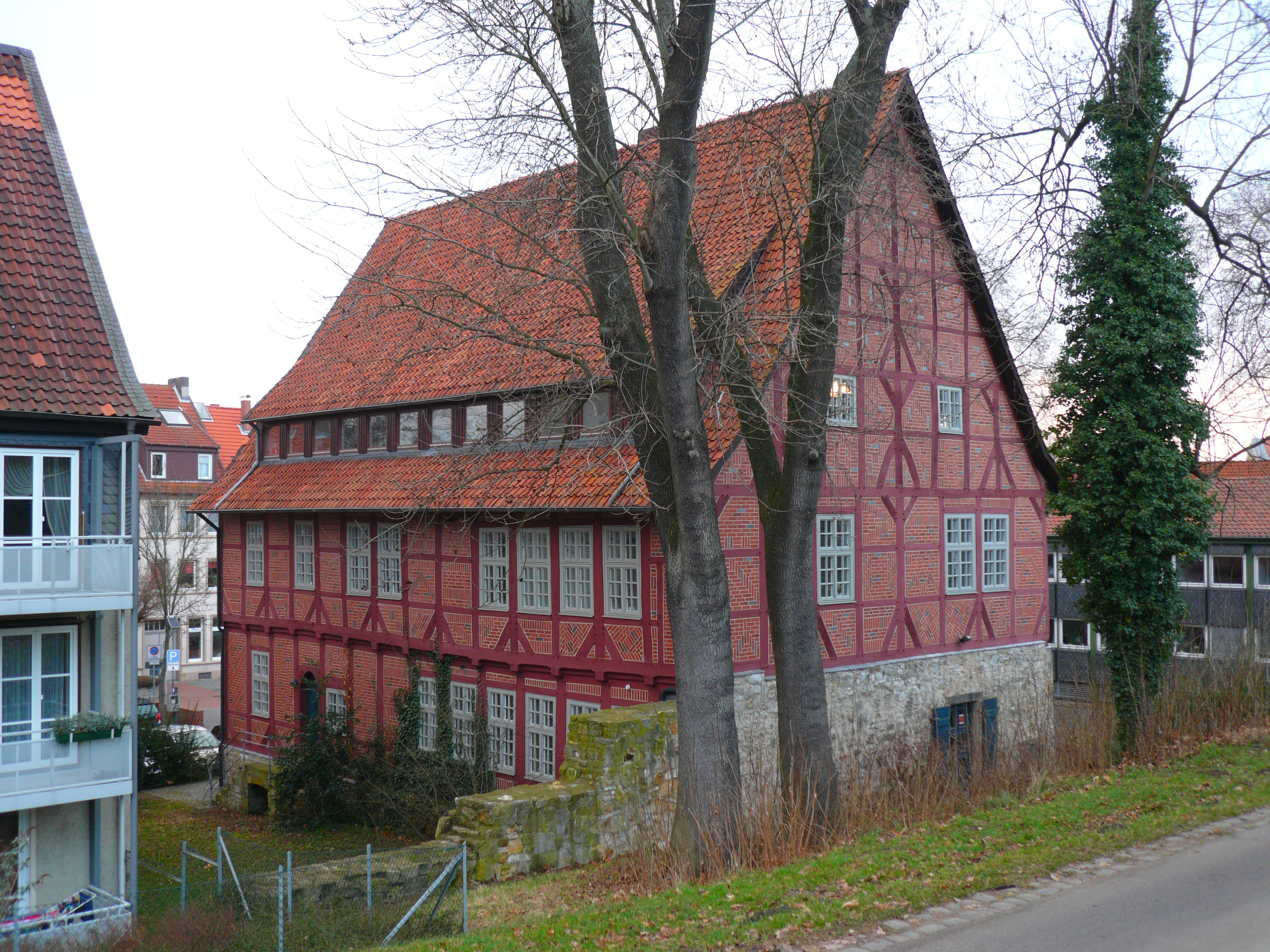
Grand Bailliage de Hildesheim en Basse-Saxe, 1662.
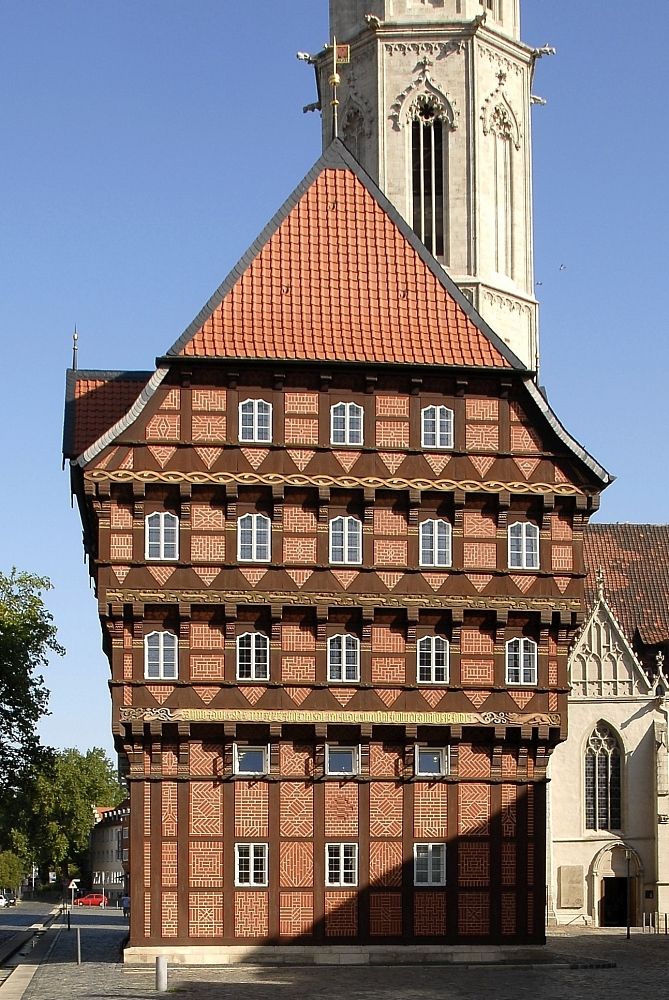
Alte Waage à Brunswick en Basse-Saxe, construite en 1534, détruite pendant la Seconde Guerre mondiale et reconstruite en 1994.

### Brésil
À la suite de l'immigration allemande, on trouve également des maisons à colombages au Brésil.

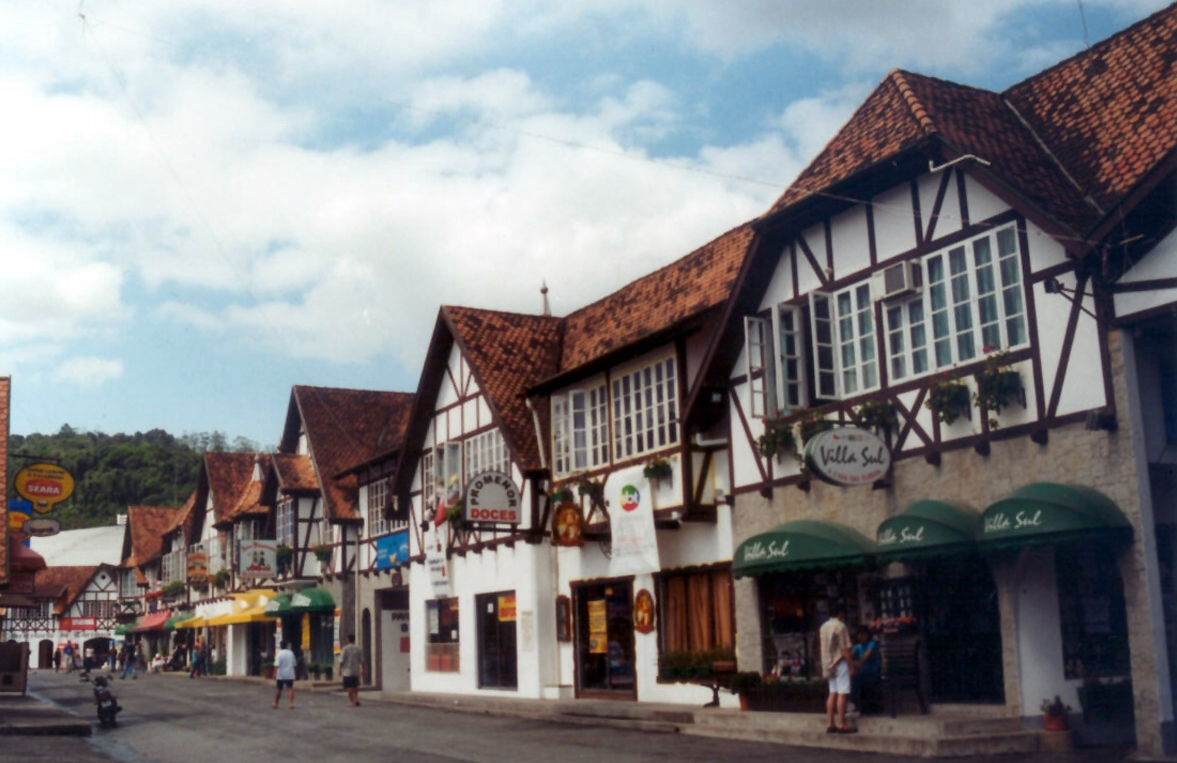
Maisons à Blumenau (Brésil).

### Pays basque

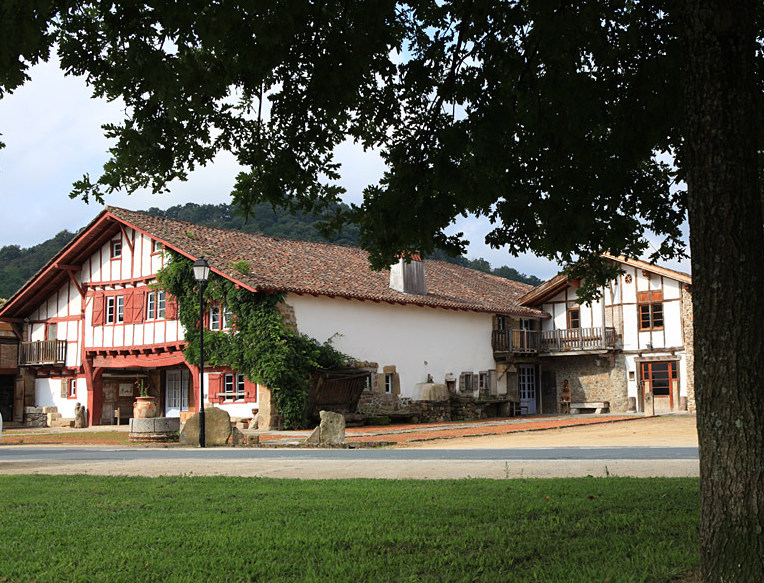
Inharri baserri à Ibaron (Labourd).
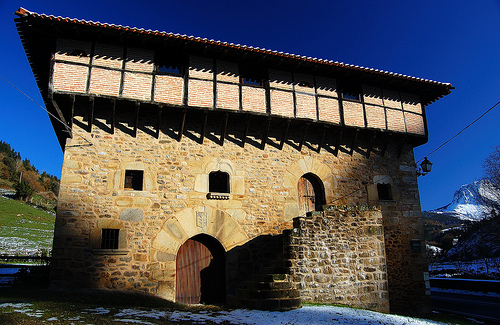
Aranguren dorretxea à Orozko (Biscaye).

La plupart des bâtiments basques traditionnels à colombages sont des maisons de ferme isolées (en basque baserriak). Leurs étages supérieurs ont été construits avec des pans de bois courts, appelés bois courts. Cette technique permet la construction d'étages en encorbellements. Dans les fermes les plus anciennes et, s'il existe, au troisième étage, les murs étaient parfois recouverts avec des bardeaux verticaux. De grands trous ont été laissés dans le pignon de la façade principale, assurant ainsi la ventilation. Les poutres sont peintes, de préférence en rouge foncé. Le hourdage est comblé par du torchis sur lattis ou des gravats mis dans un mortier d'argile, puis blanchi à l'enduit de chaux, ou appareillé avec des briques. Bien que l'ensemble de l'ossature portante soit en bois, le boisage est seulement visible sur la façade principale, qui est généralement orientée vers le sud-est.
Malgré l'idée qu'on se fait de la fermette basque typique comme étant un bâtiment à colombages, celle-ci comporte pourtant des murs extérieurs et des murs portants en maçonnerie (cailloux, briques ou, idéalement, pierres de taille) et cela, toujours quand les moyens financiers le permettaient. Le colombage était souvent perçu comme un signe de pauvreté, même si ce n'était pas toujours le cas. Le bois de chêne était en général moins cher que la maçonnerie. Quand le budget nécessaire à la construction était limité, c'étaient surtout les murs des étages supérieurs qui étaient construits, dans la plupart des cas, en pans de bois. Les baserriak encore existants avec les façades de l'étage supérieur à colombages ont été bâtis entre le XVe et le XIXe siècle et se retrouvent dans toutes les régions basques au climat océanique, à l'exception de la Soule, bien qu'elles soient surtout concentrées dans le Labourd.
Certaines maisons-tours médiévales basques comportaient un étage supérieur à colombages en encorbellement.
Dans une moindre mesure, des maisons à colombages se trouvent également dans les villages et villes en tant que maisons mitoyennes en rangée, telle que le montre la photo du village d’Ustaritz.
On constate un renouveau de cette technique du colombage pour construire des maisons de style néobasque qui rappellent les anciennes fermes, mais qui respectent plus ou moins les principes de la construction traditionnelle basque.

### Danemark
De nombreuses maisons à colombages sont visibles aussi bien dans les villes que dans la campagne danoise. L'habitat rural traditionnel évoque celui de Normandie orientale de par la longueur, la faible largeur et le toit de chaume de ses maisons. Cependant, la technique du colombage y est de nature différente et basée sur des bois courts.

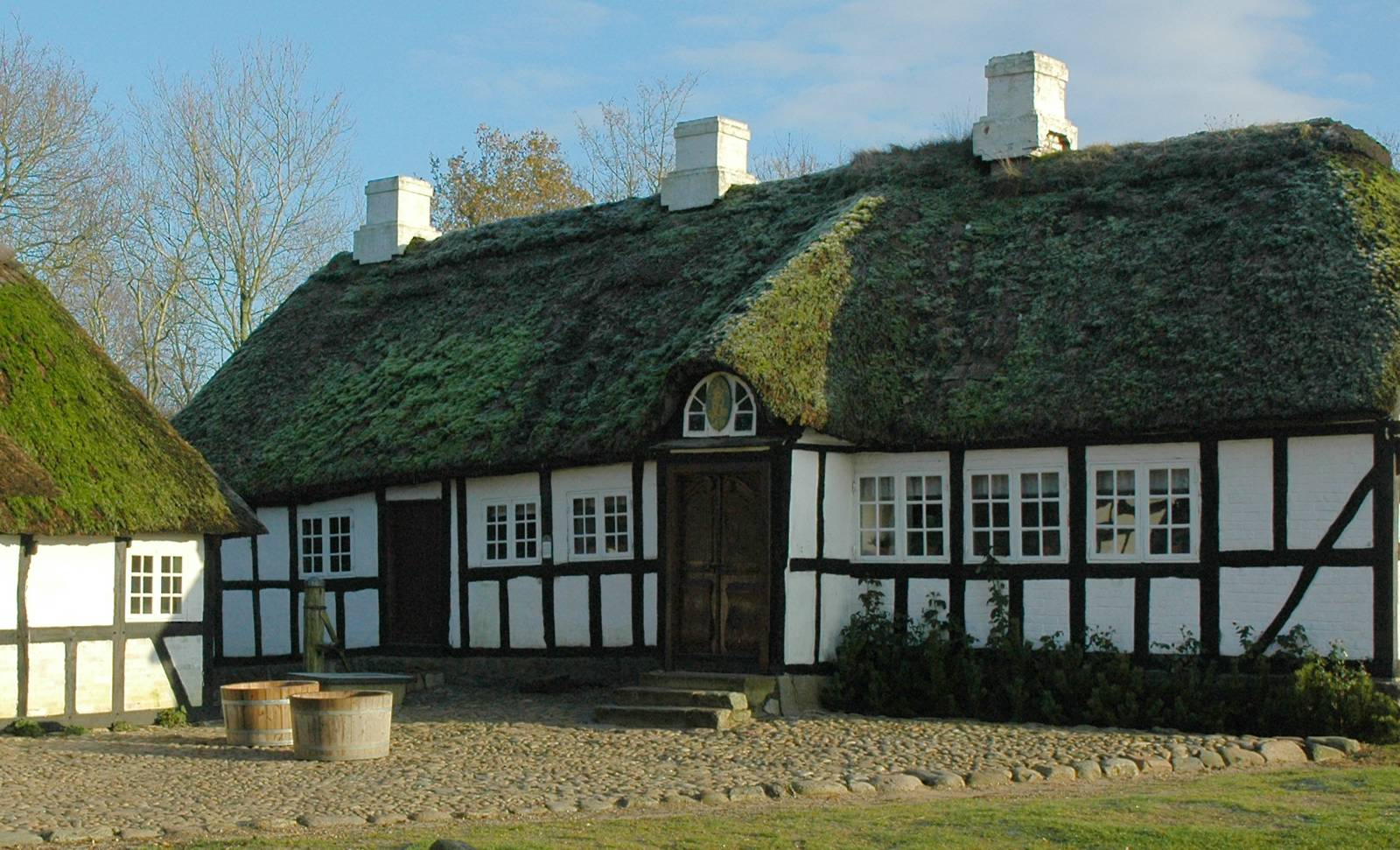
Maison campagnarde typique (Danemark).
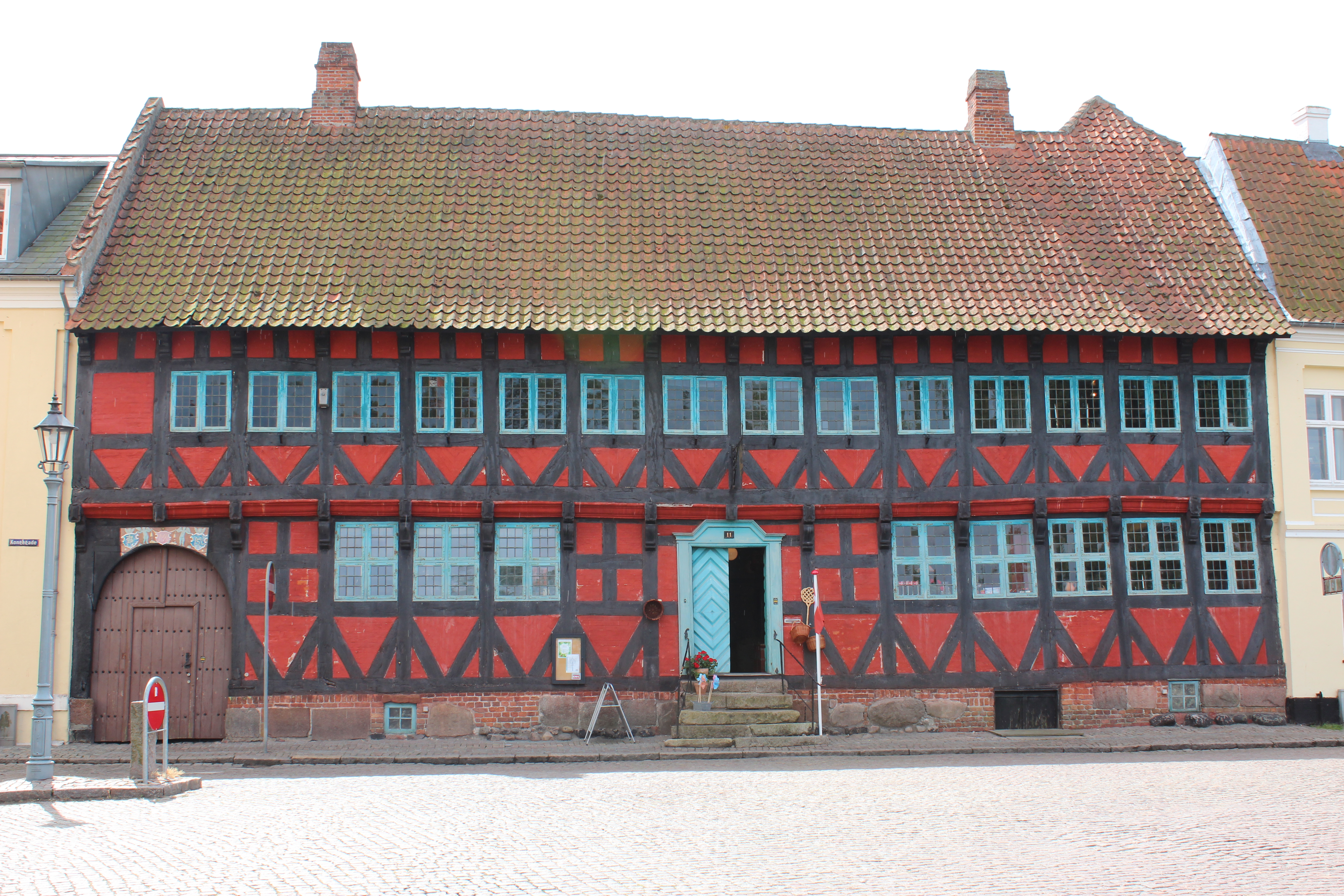
Musée à Nyborg (Danemark).

### États-Unis et Australie
Les constructions à colombages ont été introduites par les immigrants européens au XVIIe siècle en Amérique du Nord et au XIXe siècle en Australie. Aux États-Unis, l'influence britannique était dominante, mais on y retrouve également des caractéristiques des colombages des Pays-Bas, d'Allemagne du nord et de France. Il reste par exemple une maison à colombages à La Nouvelle-Orléans, ville qui abritait majoritairement des maisons à pans de bois construites par les Français avant le grand incendie du XVIIIe siècle. La ville a été rebâtie différemment pendant la domination espagnole au siècle suivant.

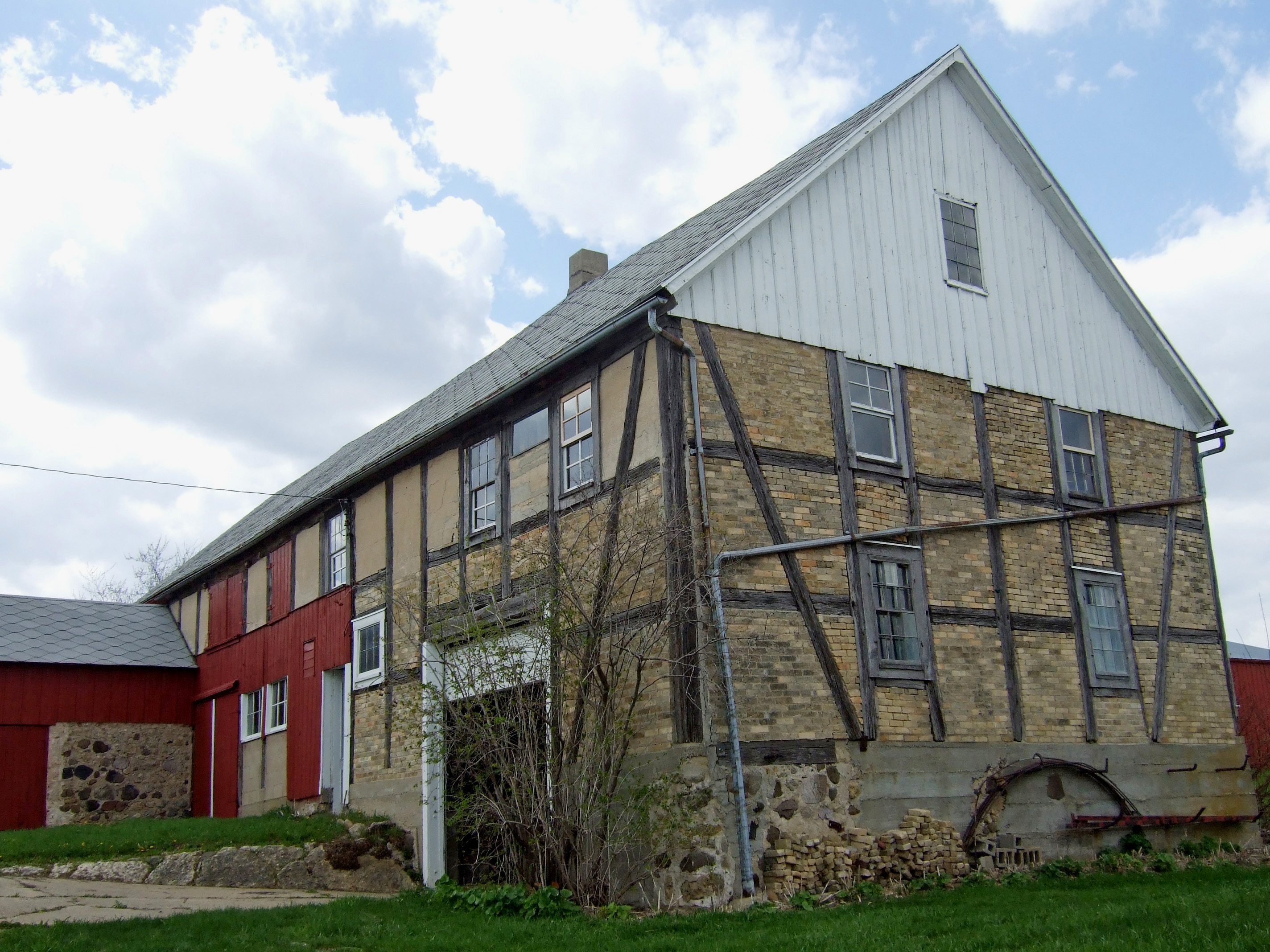
Maison à colombages de 1850 à Emmet, Wisconsin (États-Unis).
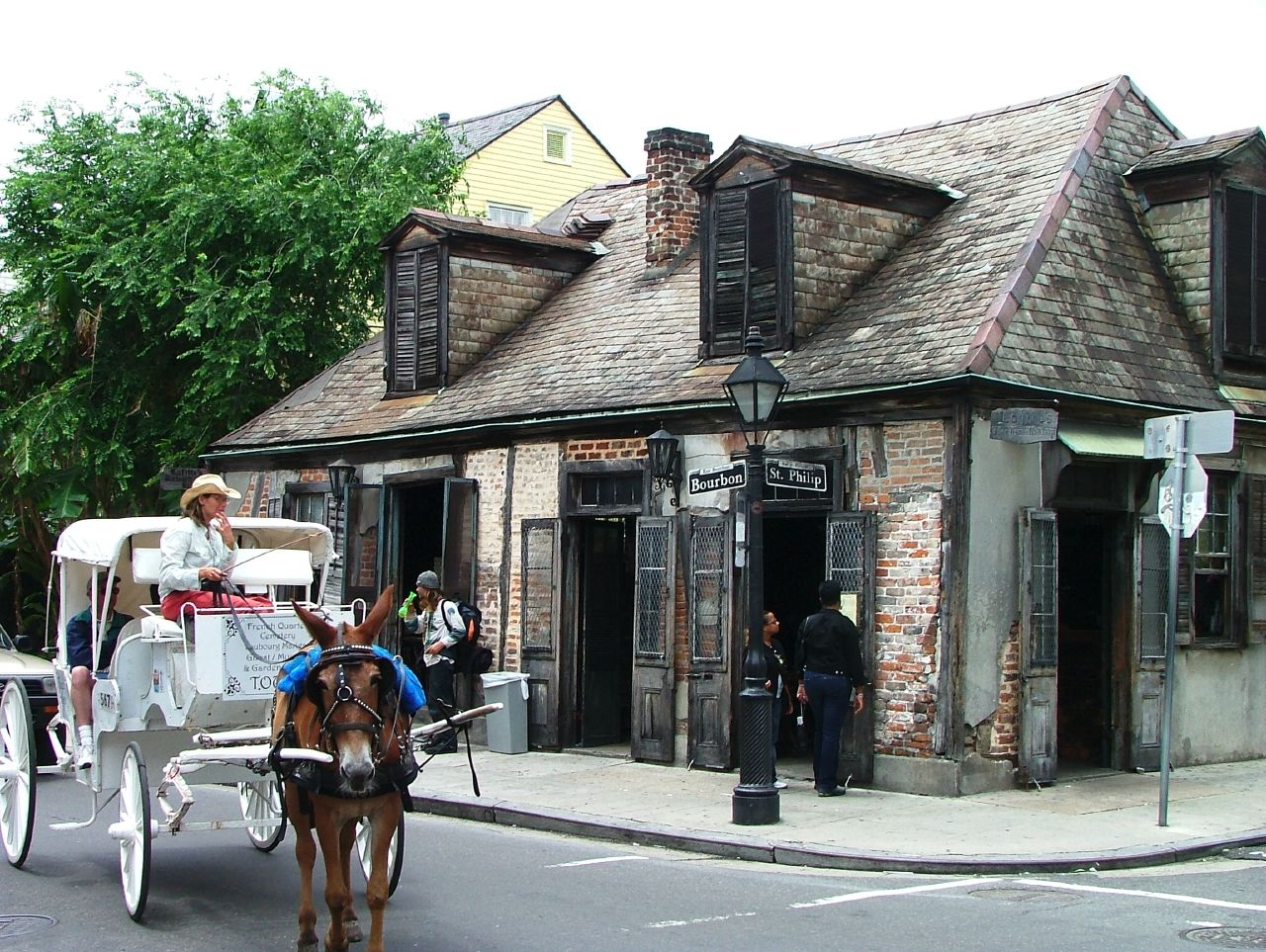
Lafitte's Blacksmith Shop (construite avant 1772) à La Nouvelle-Orléans.
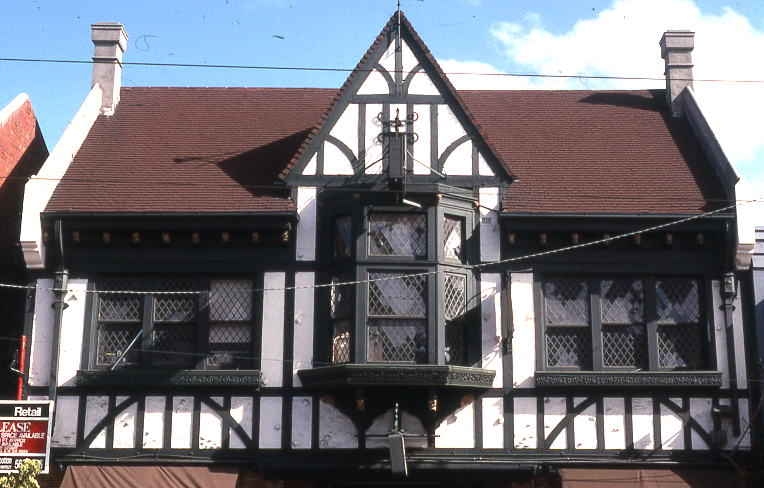
Maison victorienne à Toorak (Australie).

### Belgique et Pays-Bas
L'ossature bois, autrefois de règle dans toute l'aire de culture néerlandaise, a été très tôt remplacée par la construction 100 %  briques. D'abord utilisée comme matériau de remplissage, la brique a commencé à se généraliser dès la fin du Moyen Âge. Le phénomène s'est étendu à tout le nord de la France, où le pan de bois ne s'observe qu'exceptionnellement, à l'est de l'Angleterre, ainsi que dans le nord de l'Allemagne. D'une manière générale, la construction en briques caractéristique de l'Europe du Nord-Ouest est issue de l'architecture à pan de bois.

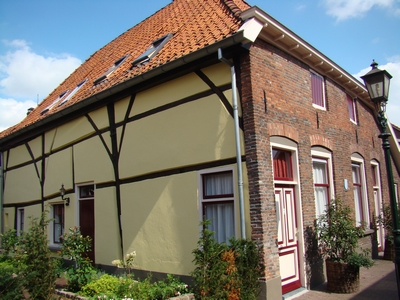
Maison mixte brique et colombages du XVIIe siècle à Bredevoort (est des Pays-Bas).
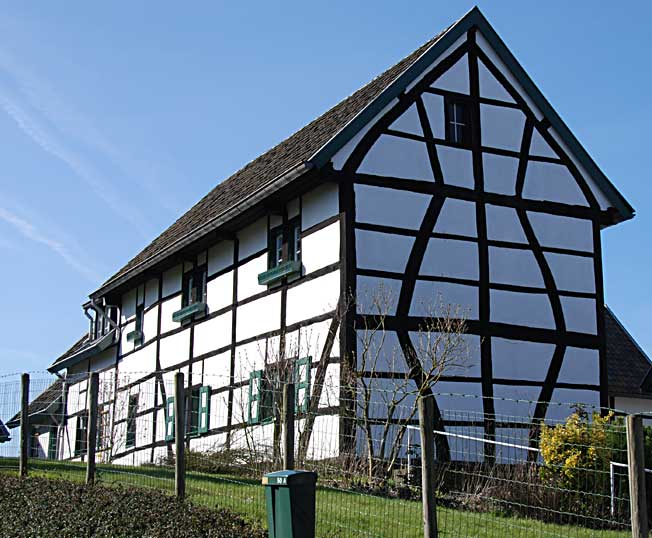
Maison à colombages à Mechelen (Pays-Bas).

### France
Beaucoup de villes françaises, ainsi que des villages et hameaux, comptent de beaux exemples de constructions à colombages.
La Normandie orientale est probablement avec l'Alsace, la région qui en compte le plus grand nombre, la Normandie occidentale n'en étant pas tout à fait exempte. C'est ainsi que le savoir-faire lié à la fabrication et la restauration de maison en pan de bois est inscrit à l'Inventaire du patrimoine culturel immatériel en France, en 2008.

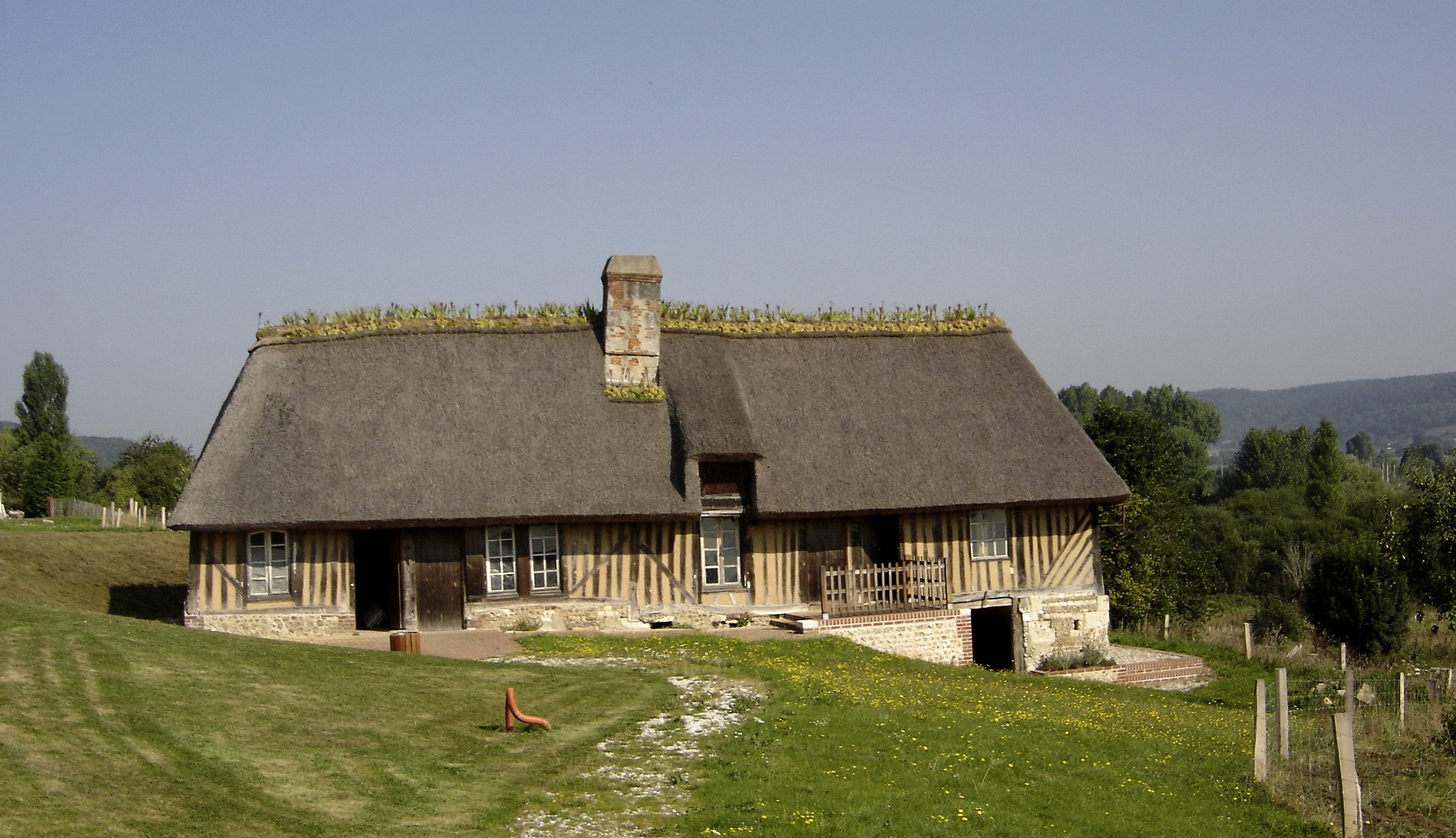
Chaumière normande du Lieuvin (Eure).

Traditionnellement, la maison rurale (de type modeste) de Normandie orientale jusqu'à la Dives est une maison à colombages, longue et dépourvue d'étage (« longère »). Son toit est recouvert de chaume avec un faîtage d'iris et le solin est constitué de silex et / ou parfois de pierre calcaire.
La maison citadine, quant à elle, est bien représentée dans une ville comme Rouen qui recèle des maisons de référence, dont les structures font essentiellement appel aux poteaux verticaux longs et rapprochés, technique des débuts du colombage.
Le pays d'Auge est réputé pour ses constructions à pans de bois. Des villes et villages comme Honfleur, Pont-l'Évêque ou Beuvron-en-Auge, des villas de style balnéaire comme la villa Strassburger à Deauville, des châteaux et des manoirs comme le château de Crèvecœur-en-Auge ou le manoir de Coupesarte sont des éléments marquants de ce type d’architecture.

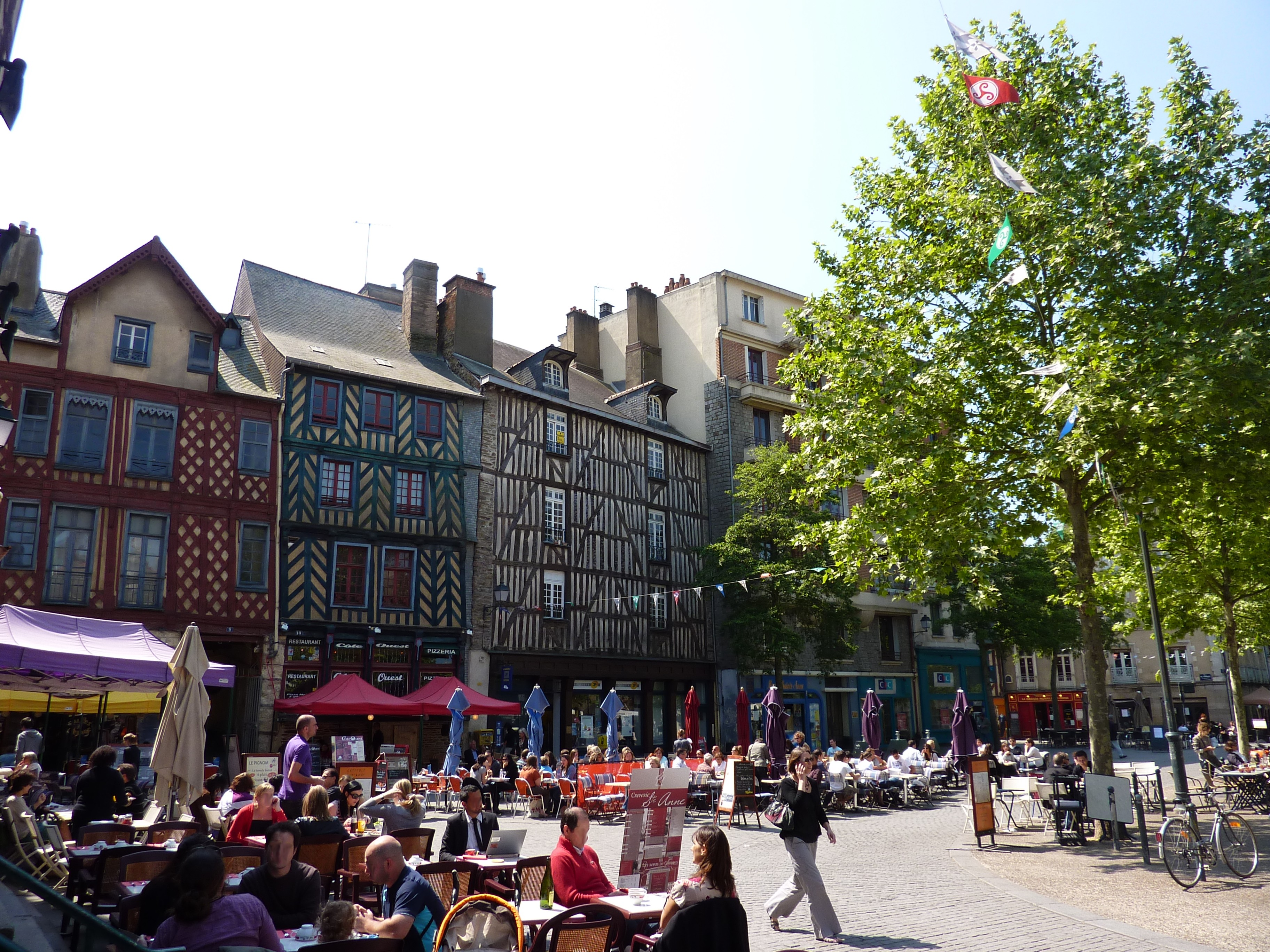
Maisons place Sainte-Anne, à Rennes.

Le Vexin normand avec Lyons-la-Forêt ; le Roumois avec Le Bec-Hellouin ou Vieux-Port ; le Lieuvin avec Pont-Audemer ou Bernay ; le pays d'Ouche avec Conches-en-Ouche, Broglie ou la Ferrière-sur-Risle ; le pays de Caux avec Varengeville-sur-Mer, avec des villages de vallées comme celle de la Scie, etc., abritent aussi de beaux exemples de demeures à colombages.
Plus à l'ouest, la Bretagne compte également un grand nombre de centres-villes qui ont conservé leur architecture médiévale. En Haute-Bretagne, il y a Dinan, Vitré, Rennes et ses deux quartiers en colombages, quartier Saint-Georges et quartier Saint-Michel, Châteaugiron, Fougères, etc. Seul le département de la Loire-Atlantique, situé dans la Bretagne historique, compte un nombre limité de bâtisses à pans de bois, sa préfecture Nantes par exemple, n'en compte qu'une dizaine.
En Basse-Bretagne, il y a Vannes, Pontivy, Tréguier, Quimper, Morlaix, etc.
Les maisons à pans de bois de Morlaix, dites maisons à lanterne, ont une particularité qui les rend uniques : elles s'organisent autour d'un hall (ou « patio couvert ») qui s'élève sur trois à quatre niveaux et qui est doté d'une gigantesque cheminée dont le conduit va jusqu'à la charpente, ainsi d'un escalier à vis doté d'une passerelle dont les montants sont sculptés (d'où le nom de pondalez  ou pont-galerie en breton donné aussi à ces bâtisses). Deux de ces escaliers sont exposés au Saint-Louis Art Museum (Missouri, États-Unis) et au Victoria and Albert Museum de Londres.

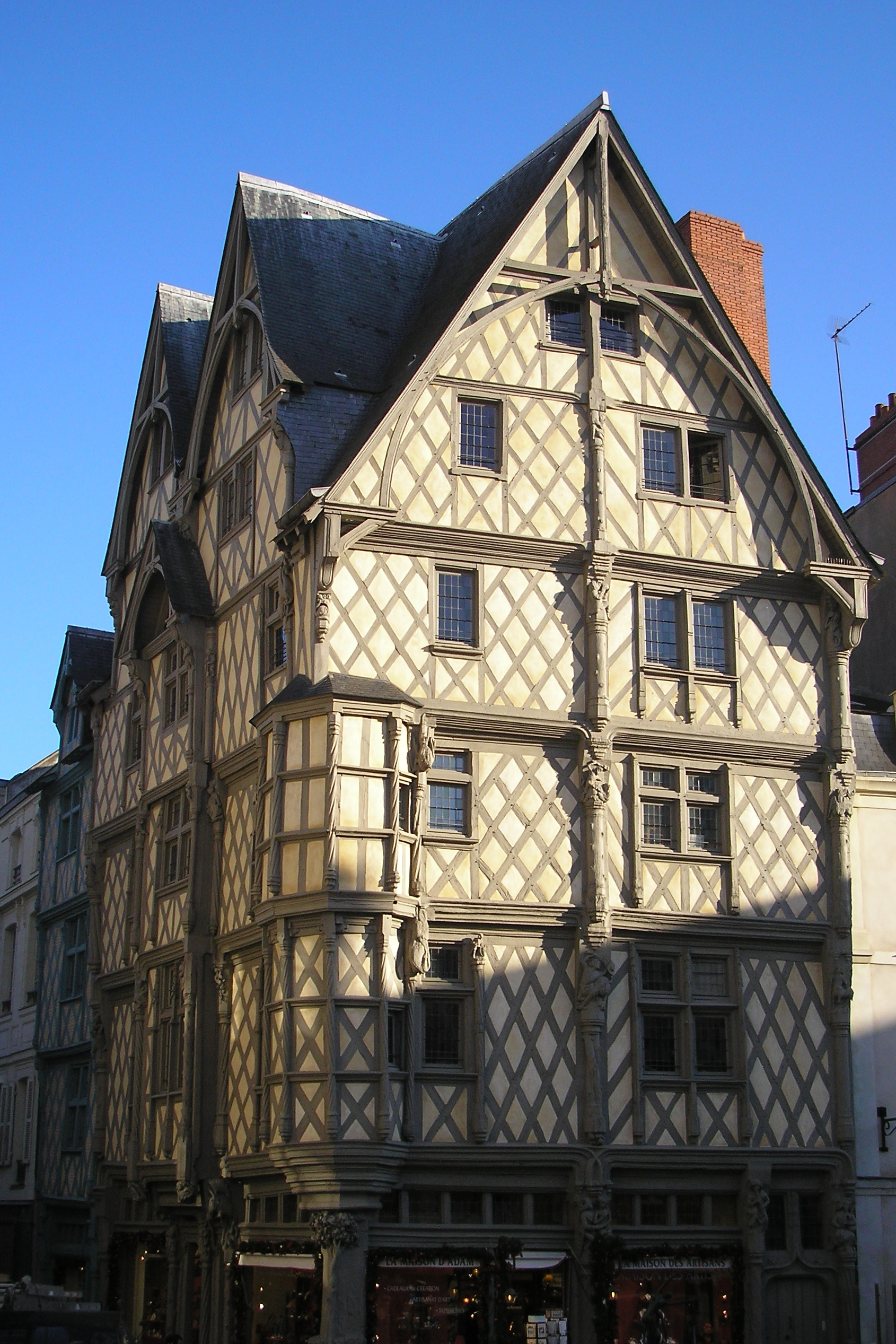
Angers, maison d'Adam.

L'Anjou et la Touraine conservent de beaux exemples également, comme la maison d'Adam à Angers ou à Tours, avec la place Plumereau, qui constituent des références en la matière.
Le Centre de la France compte aussi de nombreuses bâtisses à colombage, dans la ville de Bourges, par exemple, qui en possède près de quatre cent cinquante.
Le Sud-Ouest et le Massif central abritent par endroits ce type architectural : Limoges, et plus précisément le quartier des bouchers (rue de la Boucherie) ou celui de la Cité. On compte aussi de beaux exemples en Dordogne et dans le Gers. On en trouve aussi en Auvergne, comme à Thiers, Montferrand, Châteldon ou encore Billom ou en Lozère comme à La Canourgue.
Au Pays basque apparaît une architecture particulière à pan de bois dont l'aire se prolonge au nord dans les Landes de Gascogne comme à Casteljaloux, et au sud jusqu'aux abords de la Vieille Castille. Ce type est ou a été largement présent en Gascogne avec la maison landaise notamment, jusqu'en Lomagne, en vallée moyenne de Garonne, en basse vallée du Lot, en Entre-deux-Mers, et au-delà vers la Saintonge… La cité épiscopale d'Albi et les nombreuses bastides du Sud-Ouest conservent de nombreux bâtiments à colombage, remplis de terre crue, de briques de terre cuite, de torchis ou de petit appareillage de pierre.

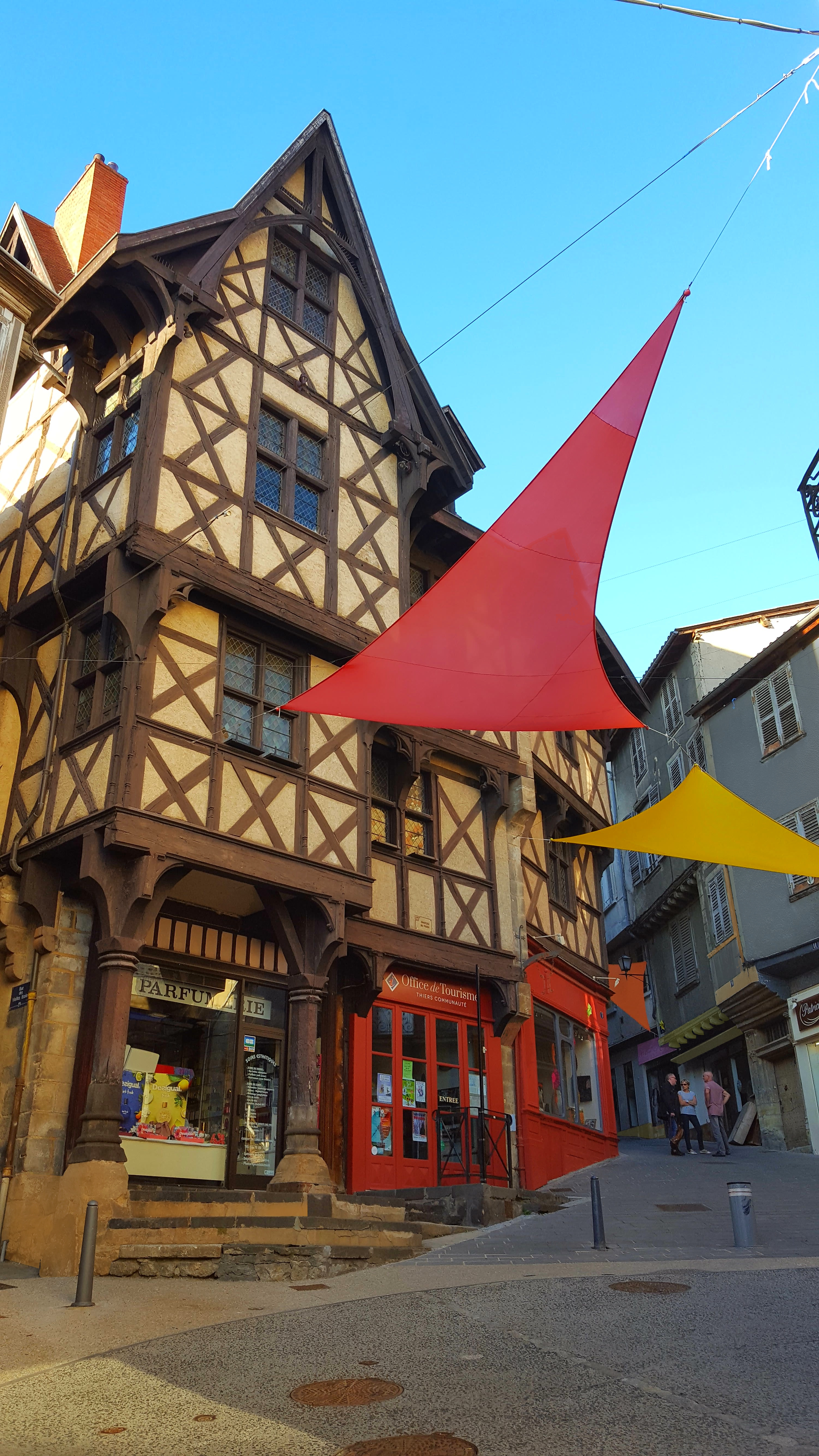
Le château du Pirou, à Thiers, en Auvergne.

Dans la Bresse du XVe siècle ont été créées des maisons en pans de bois démontables et transportables, sans fondations, reposant sur un socle en bois appelé « cheule ». Les pans de bois reposant sur le cheule étaient chevillés. Après les pans de bois, on posait directement la toiture et ce n’est qu’ensuite que les interstices muraux étaient hourdis avec des briques ou du torchis. On trouve des exemples de torchis pauvre en chaux formé de terre grasse et de branches d’aulne rouge ou noir dans cette région.
En Champagne-Ardenne subsistent de nombreuses maisons à colombage, en particulier l'exceptionnel ensemble du centre de Troyes ; de nombreuses églises à pans de bois dans les départements de la Marne : Outines du XVIe siècle, Châtillon-sur-Broué, Drosnay du XVIIe siècle, Givry-en-Argonne et dans l'Aube : la plus récente Troyes en 1830[réf. nécessaire], Mathaux, Chauffour-lès-Bailly, Bailly-le-Franc, Lentilles, Mathaux Soulaines-Dhuys….

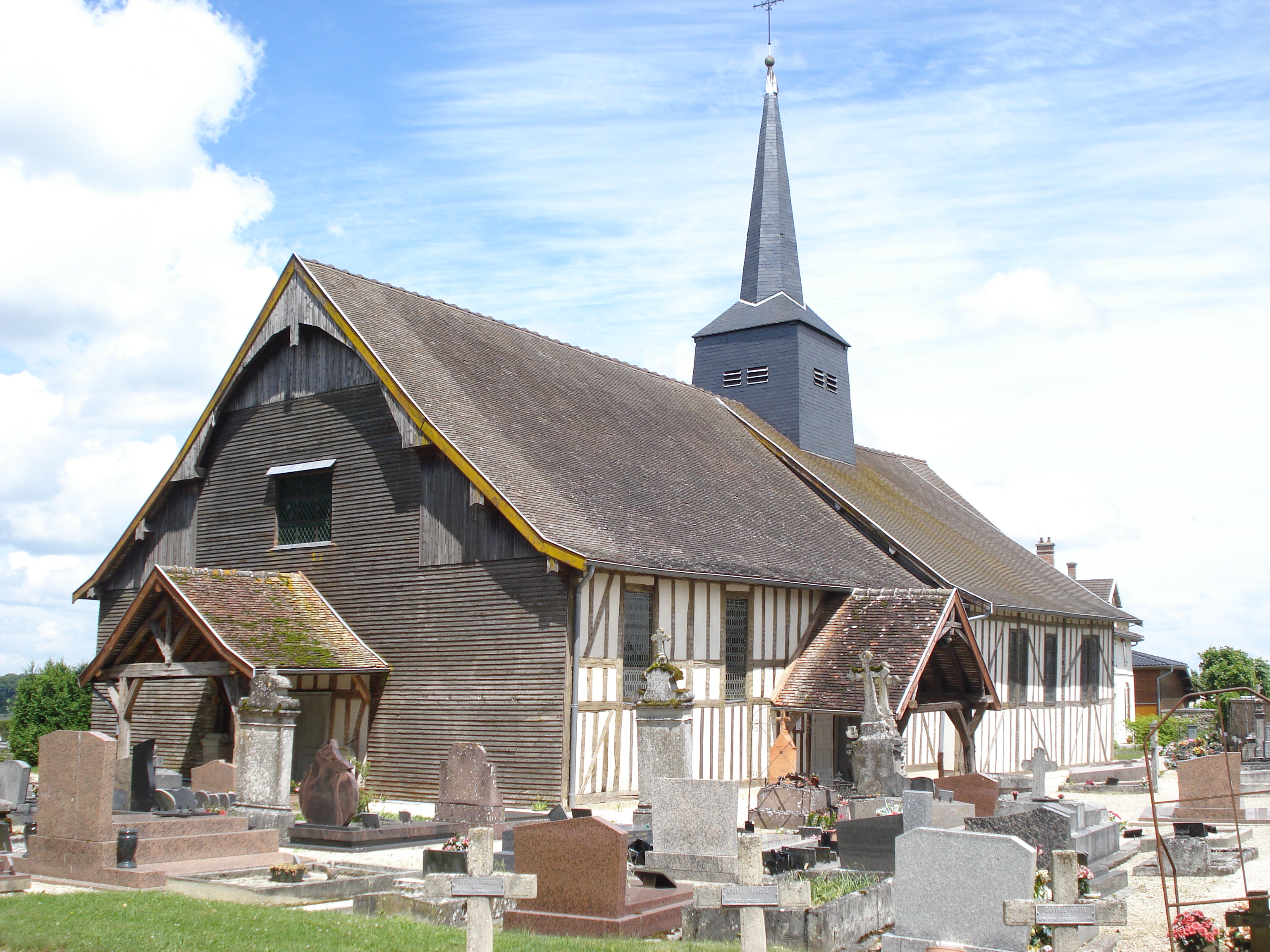
Église du XVIIe siècle, Drosnay (Marne).

Le Porcien, canton des Ardennes, compte aussi nombre de bâtiments à pans de bois et torchis : maisons et granges, mais aussi une église à Montmeillant, ainsi que des halles à Wasigny, Saint-Jean-aux-Bois ou encore Chesnois-Auboncourt.
En Lorraine, trois zones géographiques comportent de nombreuses maisons à pans de bois et de constructions très différentes :
- le département de la Meuse, présente à lui seul deux zones très distinctes[30] :
  - dans le Barrois, au sud du département, notamment à Bar-le-Duc, sont édifiées de belles maisons au rez-de-chaussée de pierre blonde surmontées d'étages en encorbellement ;
  - plus au nord, l'Argonne propose autour de Beaulieu-en-Argonne des fermes à l'architecture unique et plus récente (XIXe siècle) de fermes parées de bois ;
- l'est de la Moselle, du pays des étangs jusqu'aux Vosges du Nord, présente de belles architectures à pans de bois de style germanique telles que visibles sur le versant alsacien[31].

La Bourgogne est aussi marquée par la construction de très nombreuses maisons en pans de bois comme à Dijon ou à Auxerre.

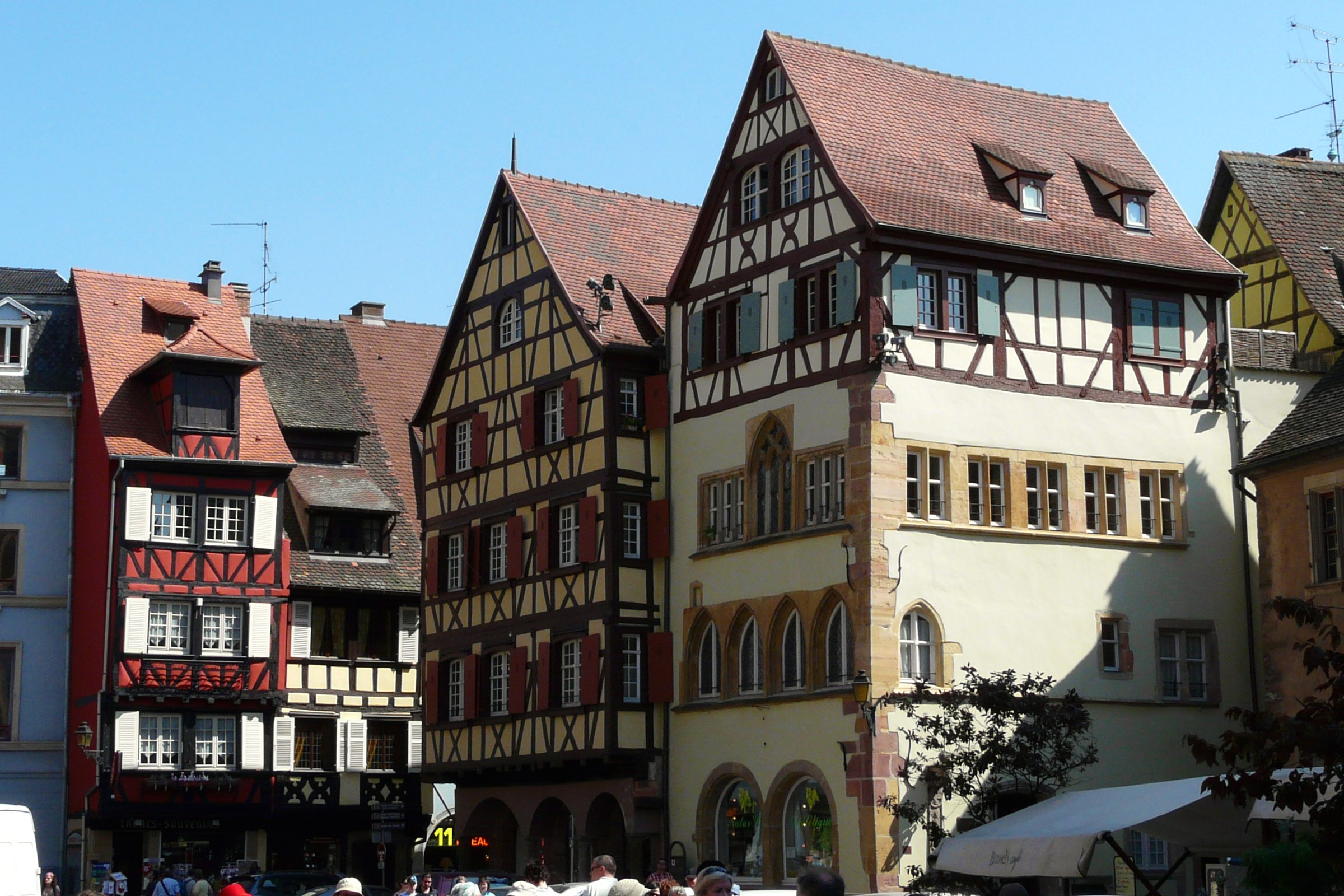
Place de la Cathédrale (Colmar).

En Alsace, la technique du pan de bois fait largement appel à la triangulation pour permettre une répartition des charges. L'influence des techniques observable dans le Bade-Wurtemberg voisin est bien visible. Les structures sont plus complexes et plus évoluées, les reports de masses pour dégager des ouvertures larges et le blocage des pivotements à l'aide de renforts obliques sont très utilisés. Certaines poutres apportent des éléments décoratifs représentant des losanges, barrés ou non de croix de Saint-André, des chaises curules ou, notamment dans la région du Kochersberg, une figure stylisée d'homme, Mànn, bras et jambes écartées… Les bois apparents sont souvent sculptés et les renforts taillés en doucine.
L’Alsace compte encore un grand nombre d’exemples de structures à colombages, avec des villages entiers ayant conservé leurs maisons d’époque, notamment au sud, le Sundgau, au nord en Outre-Forêt (Seebach, Hunspach, Hoffen, Betschdorf…) et dans les vignobles, Ribeauvillé, Kaysersberg, Riquewihr, Obernai. Il est intéressant d'observer l'évolution homogène de l'architecture du nord au sud de cette région. L'Écomusée d'Alsace à Ungersheim (Haut-Rhin) présente une trentaine de maisons des diverses sous-régions alsaciennes.
À Strasbourg, le quartier de la Petite France, la maison Kammerzell, le restaurant Buerehiesel au parc de l'Orangerie, les quartiers du Vieux-Colmar, maison Pfister, le Koïfhüs, sont également remarquables par leur architecture avancée.

### Italie
On peut trouver quelques rares exemples de maison à colombages dans l'Italie du Nord, notamment au Piémont, à Côme en Lombardie et à Bologne.

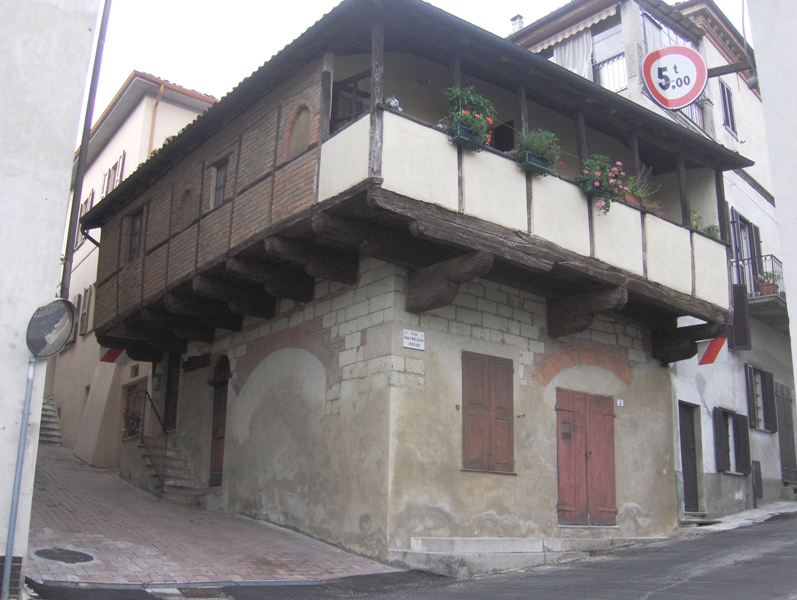
Maison à colombages à Ozzano Monferrato (Piémont).
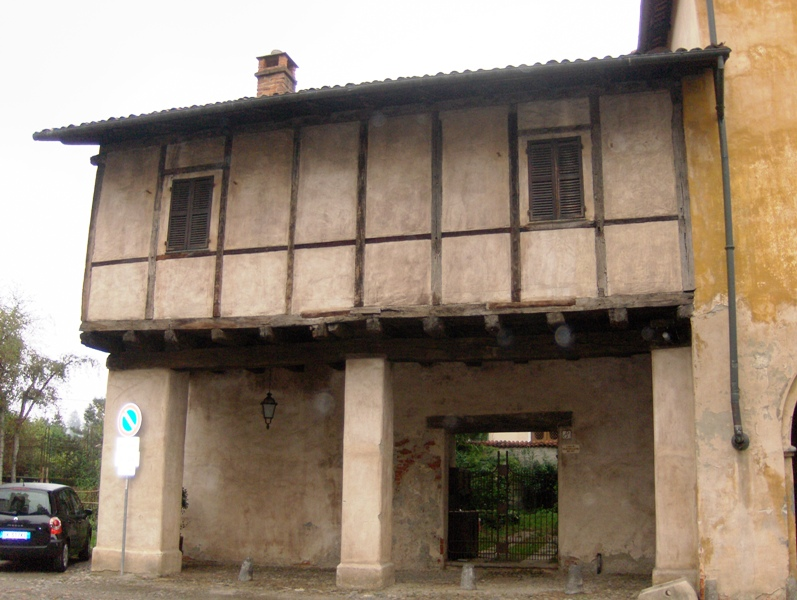
Maison à colombages à Biella (Piémont).
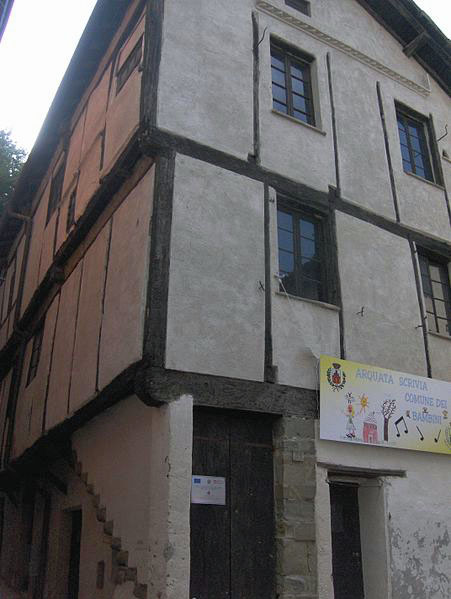
Maison à colombages à Arquata Scrivia (Piémont).
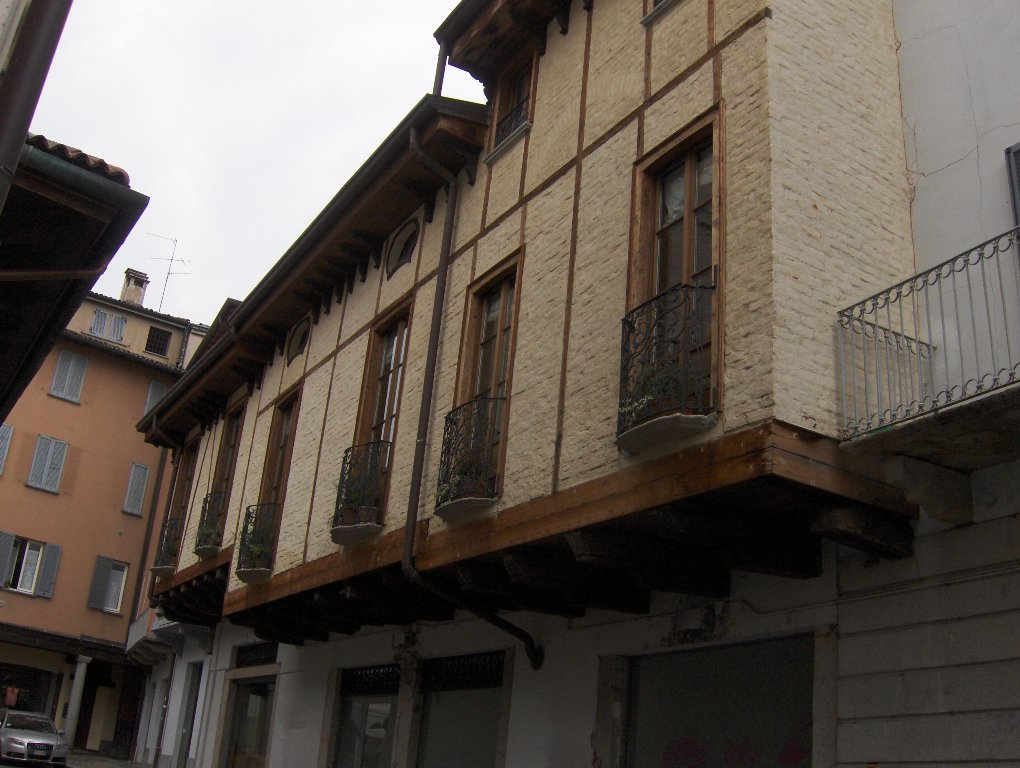
Maison à colombages à Monza (Lombardie).

### Pologne
On rencontre des maisons à colombages dans le Nord de la Pologne, dans les anciennes régions prussiennes. En polonais le colombage est désigné par « mur prussien » et est considéré comme typiquement allemand. C'est pour cette raison qu'après la Seconde Guerre mondiale beaucoup de ces maisons ont été recouvertes de crépi afin de masquer le colombage.

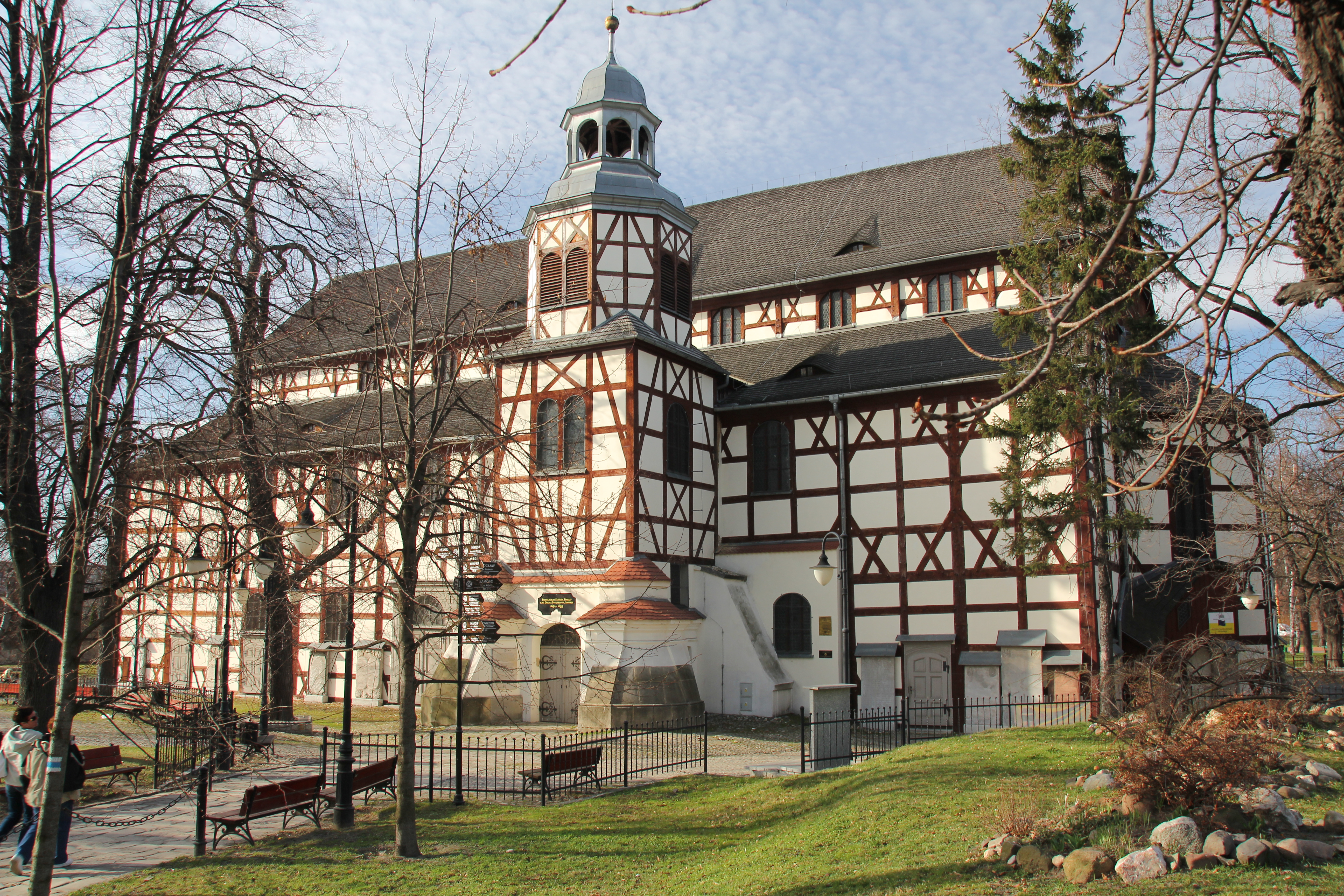
Église luthérienne à Jawor (Pologne).
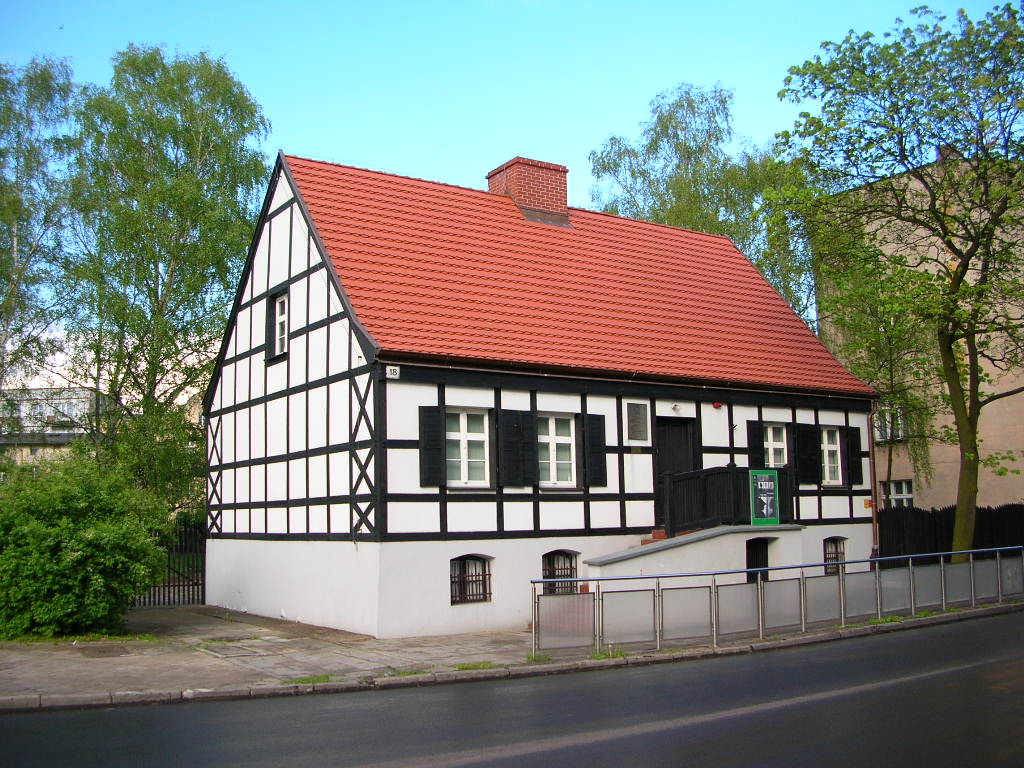
Maison à Piła (Pologne).

### République tchèque
On retrouve de nombreuses maisons à colombages dans certaines parties de la République tchèque, en particulier dans les districts autrefois germanophones de Bohême. Ces bâtiments présentent des similitudes avec les constructions des régions voisines allemandes. Les plus connues sont les maisons de la région de l'Egerland.

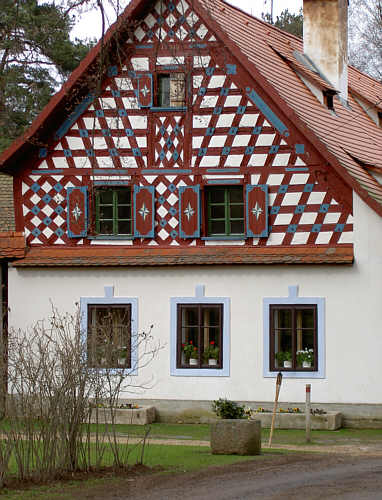
Maisons à colombages à Doubrava (République tchèque).
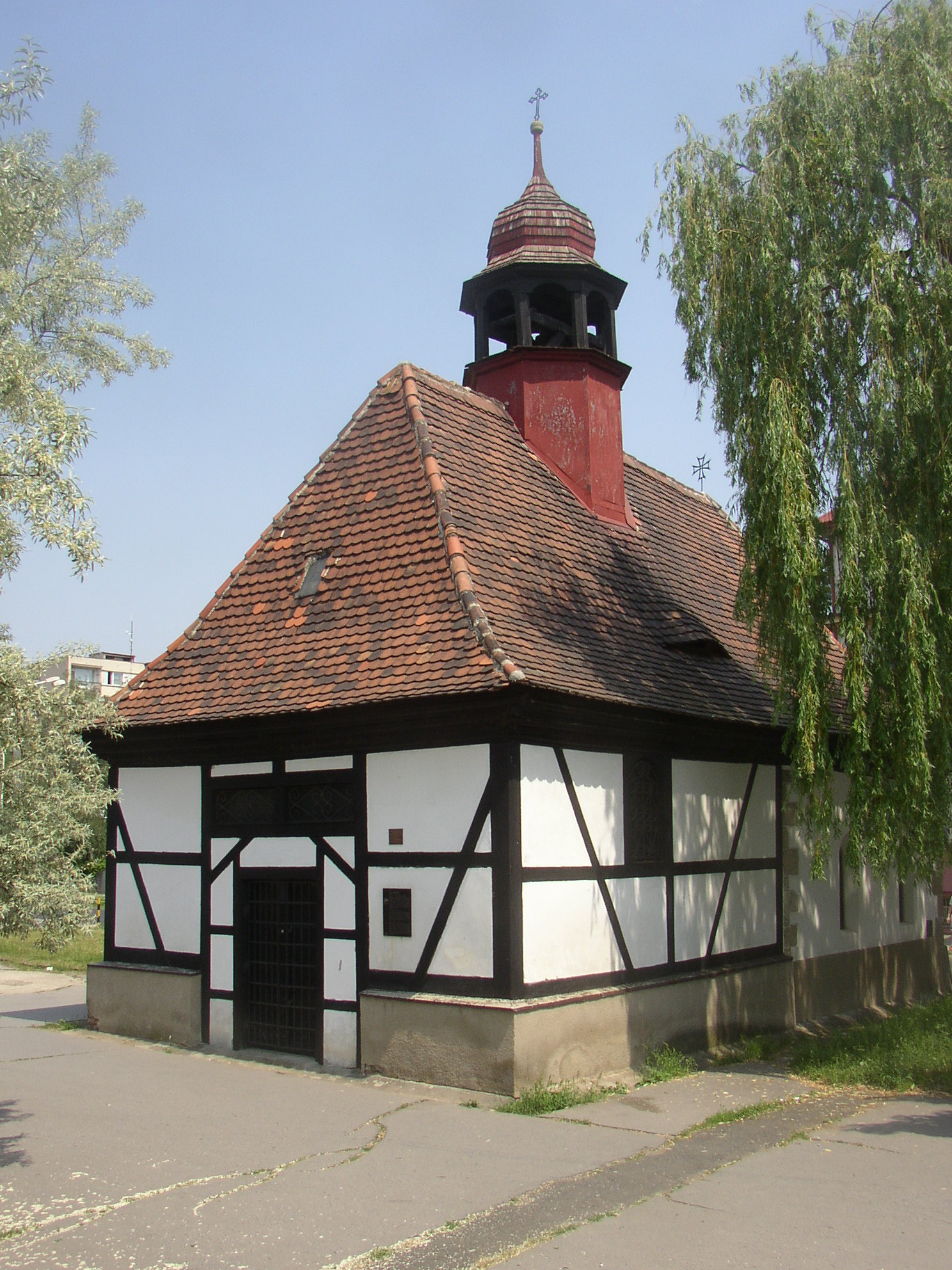
Église Saint-Wenceslas près de Žatec (République tchèque).

### Roumanie
On trouve des maisons à colombages en Roumanie, principalement dans des zones autrefois habitées par des Saxons de Transylvanie, dans des villes et villages d'influence germanique tels que Bistrița, Brașov, Mediaș, Sibiu et Sighișoara. En Valachie, il existe peu d'exemples de ce type d'architecture, la plupart de ces bâtiments étant situés à Sinaia, tels que le château de Peleș.

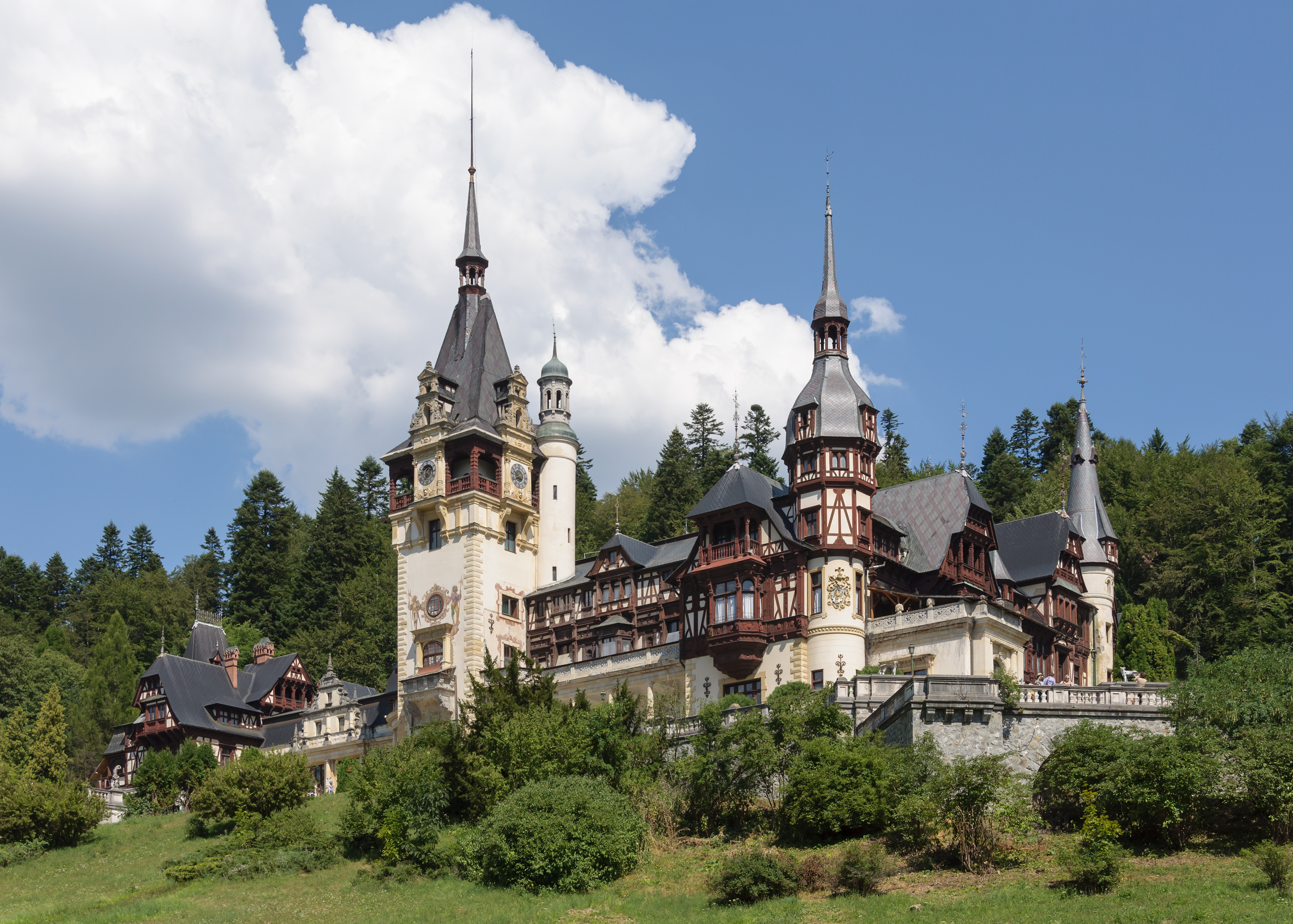
Le château de Peleș.
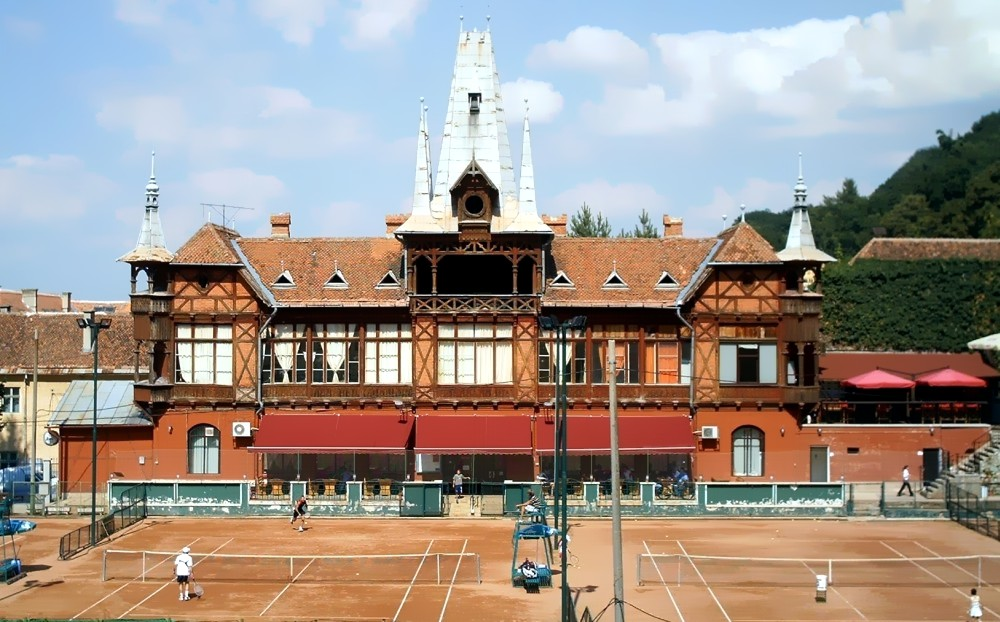
Complexe sportif "Olympia", Brașov.

### Royaume-Uni
L'architecture médiévale anglaise avait vu la construction de nombreuses maisons à colombages qui ressemblaient souvent aux constructions françaises.
De nombreuses villes et régions anglaises comptent encore de belles constructions à colombages, telles qu'à York, ou dans les comtés d'East Anglia, Warwickshire, Worcestershire, Herefordshire, Shropshire ou Cheshire. Dans ce dernier comté, le manoir Little Moreton Hall est un des plus beaux exemples de maison à colombages anglais.
L'expression « half-timbering » est employée en anglais, pas aussi ancienne que le mot en allemand « Fachwerk » ou le mot en français « colombage ». L'une des premières personnes à publier l'expression «half-timbering» fut Mary Martha Sherwood (1775–1851), qui l'employa dans son livre, The Lady of the Manor, publié en plusieurs volumes de 1823 à 1829. Elle emploie l'expression de manière pittoresque : « passing through a gate in a quickset hedge, we arrived at the porch of an old half-timbered cottage, where an aged man and woman received us ». En 1842, « half-timbering » avait fait son chemin dans l'Encyclopaedia of Architecture de Joseph Gwilt (en)(1784–1863). Cette juxtaposition de poutres en bois apparentes et d'espaces hourdés a créé le style distinctif «half-timbered», ou parfois appelé «Tudor», ou «black-and-white».

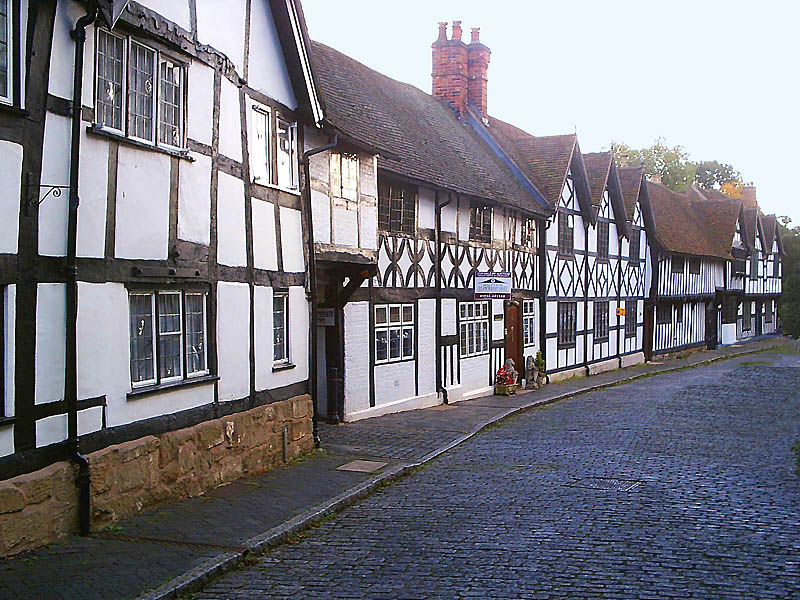
Maisons à colombages à Warwick (Angleterre).
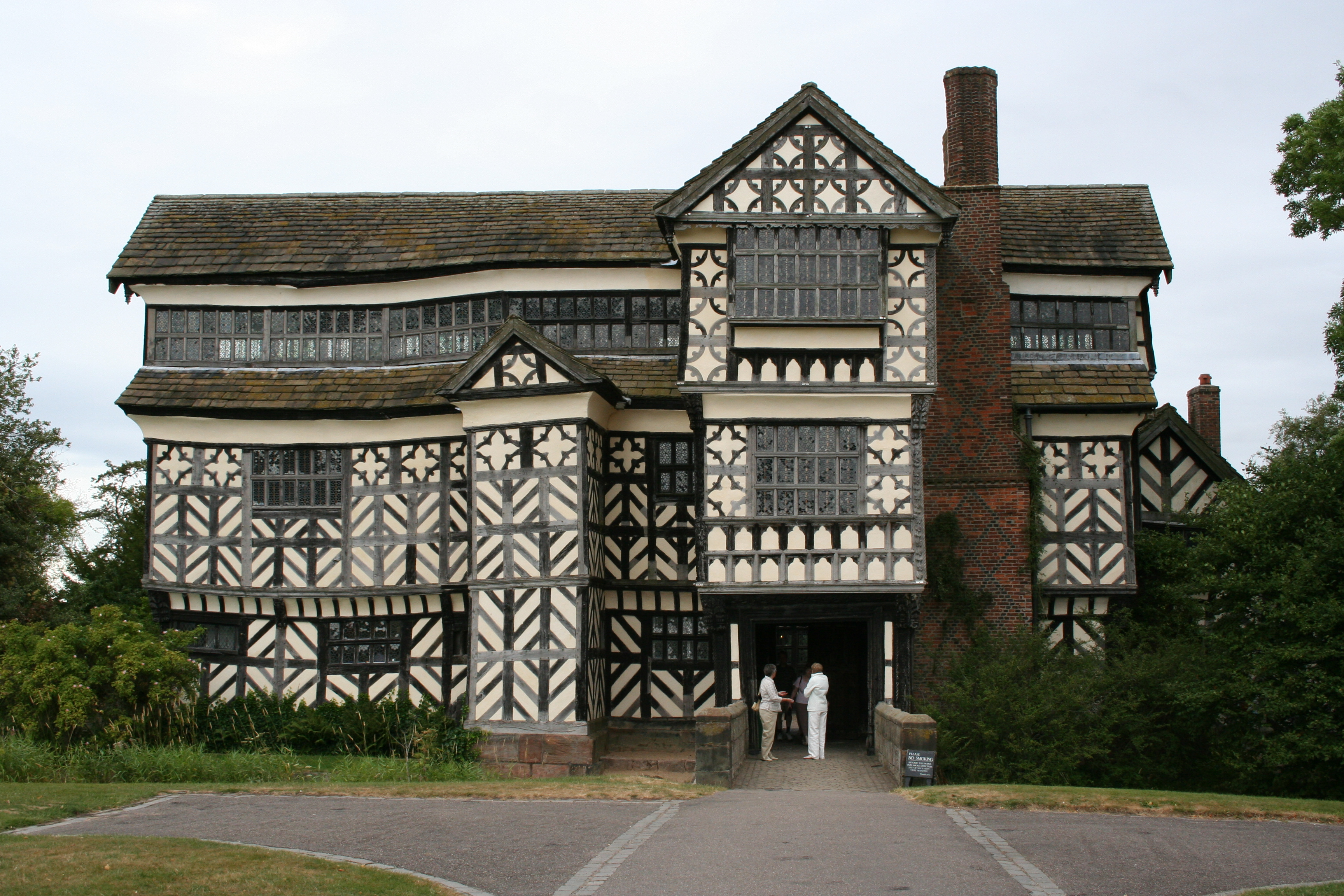
Little Moreton Hall (Angleterre).

### Suède
Les constructions à colombages ne se rencontrent que dans l'extrême sud de la Suède, dans les provinces anciennement danoises de Scanie (en particulier à Ystad et Lund) et de Halland. Style et solutions techniques reproduisent les modèles danois.

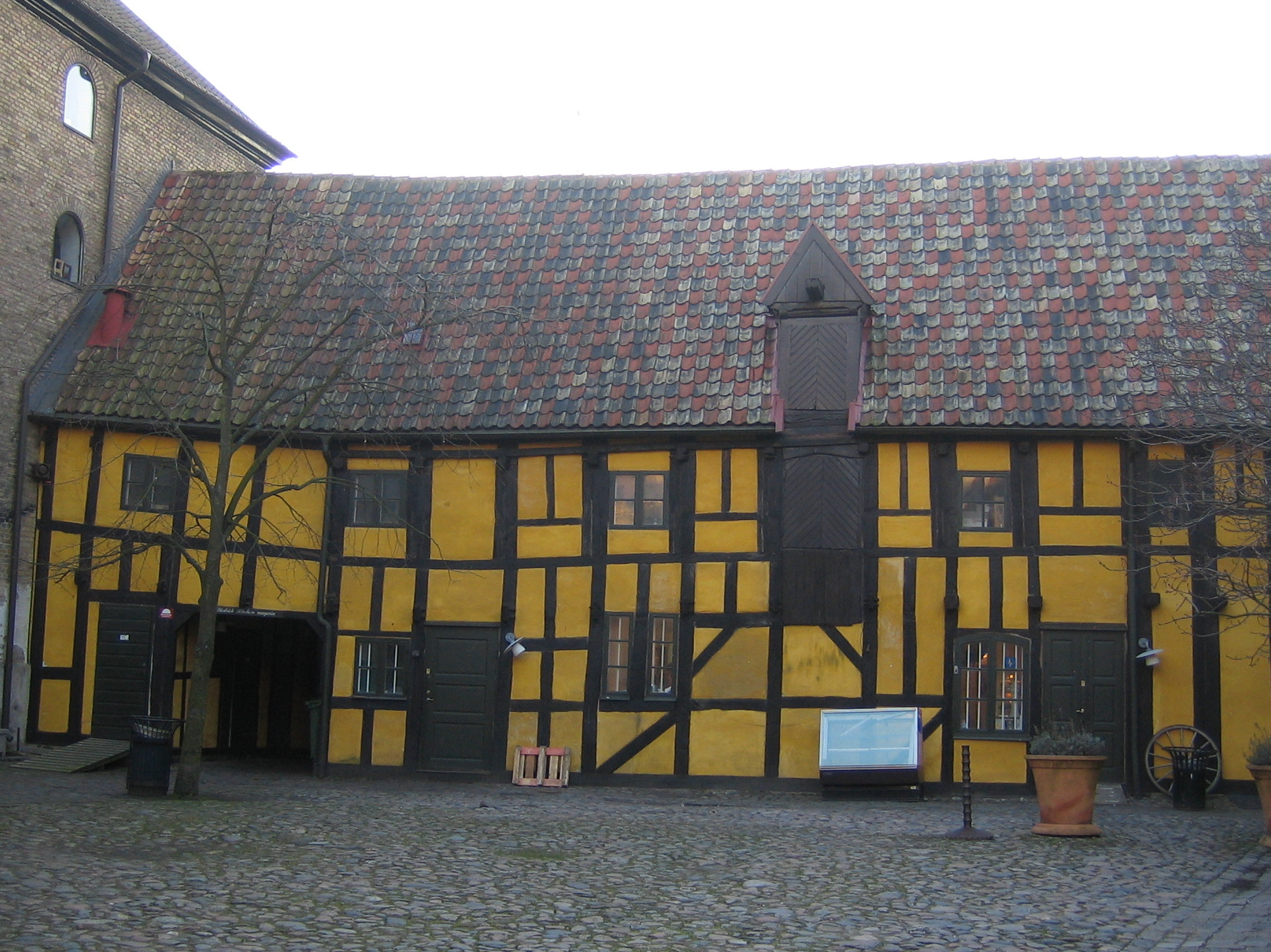
Maison à colombages à Malmö.
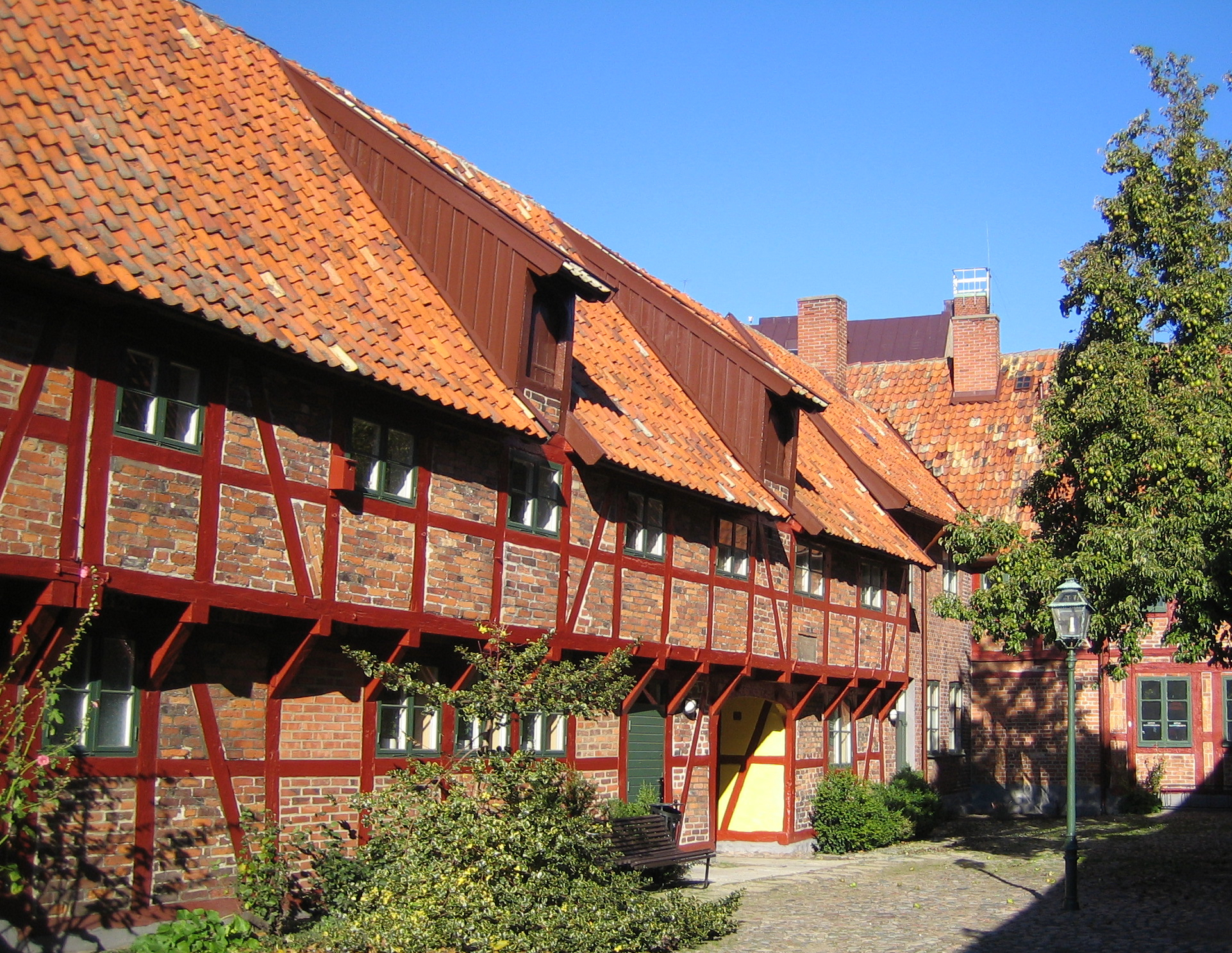
Maison à colombages à Ystad.

### Suisse
Les constructions à colombages (Riegelhaus) se rencontrent principalement dans le nord et le nord-est de la Suisse, dans les cantons de Thurgovie, Zurich, Schaffhouse, Appenzell et Saint-Gall.

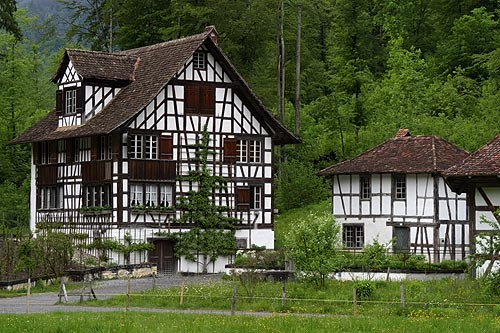
Maisons à colombages du canton de Zurich à Ballenberg.
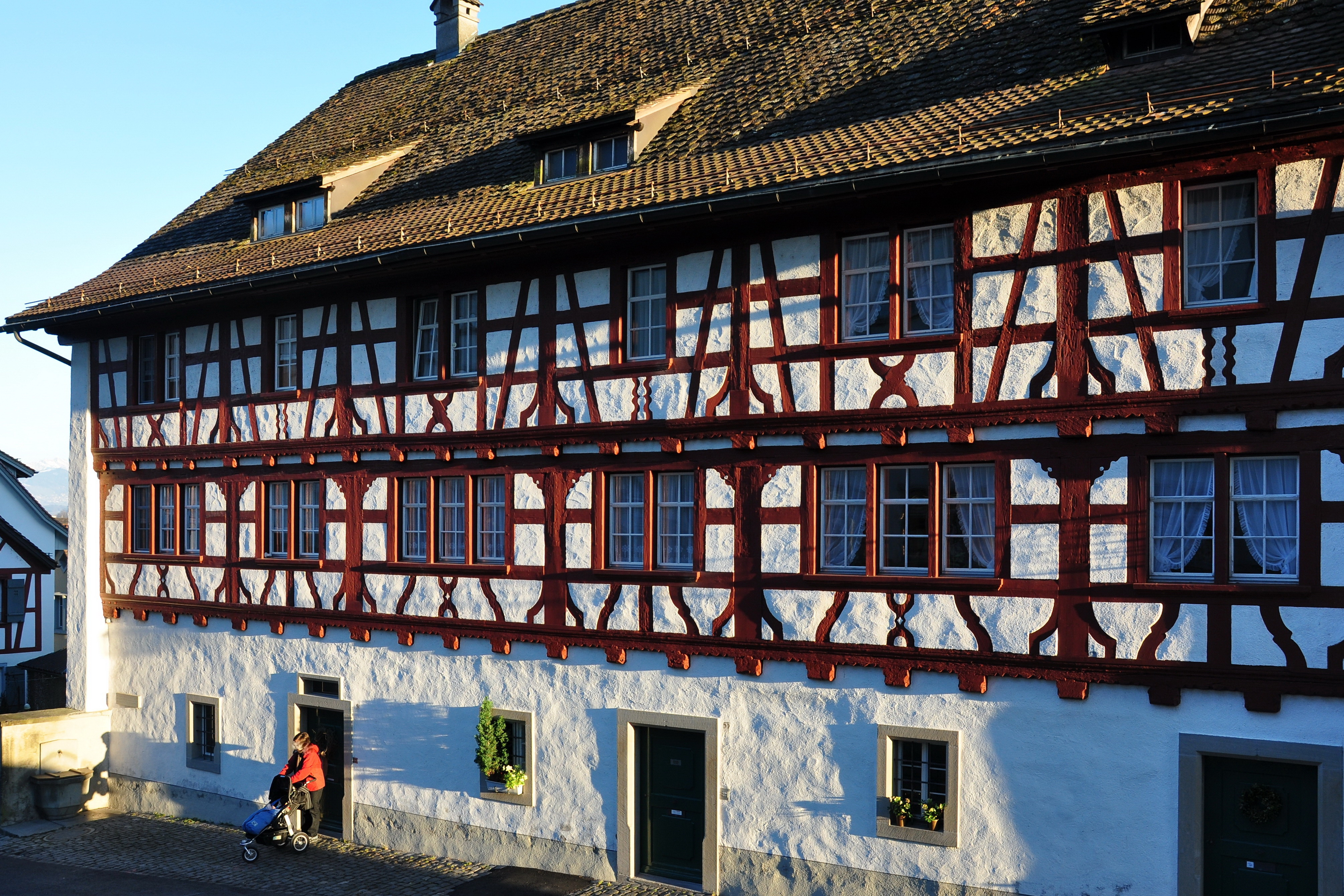
Ancienne poudrerie de Rapperswil.
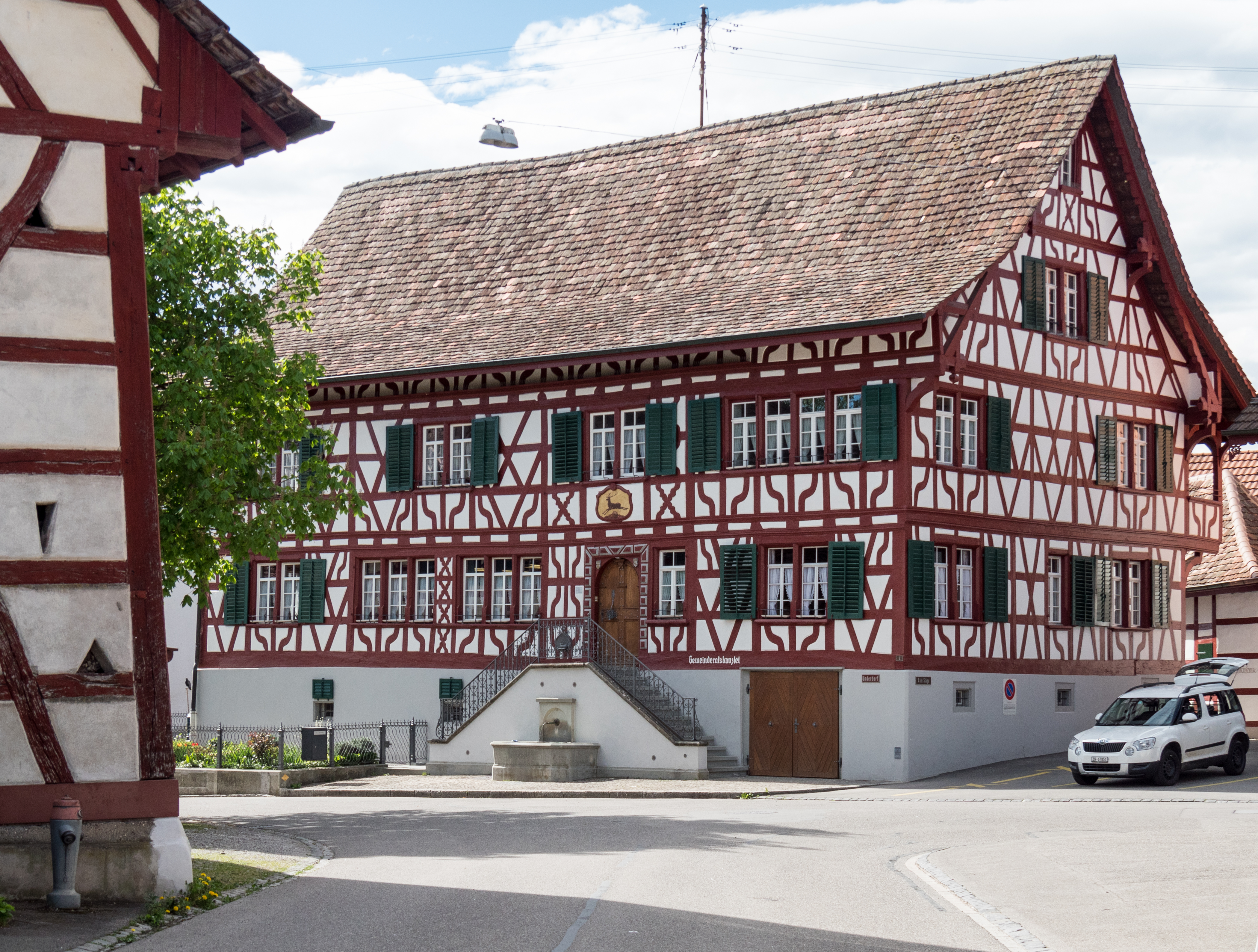
Maison de commune de Marthalen.
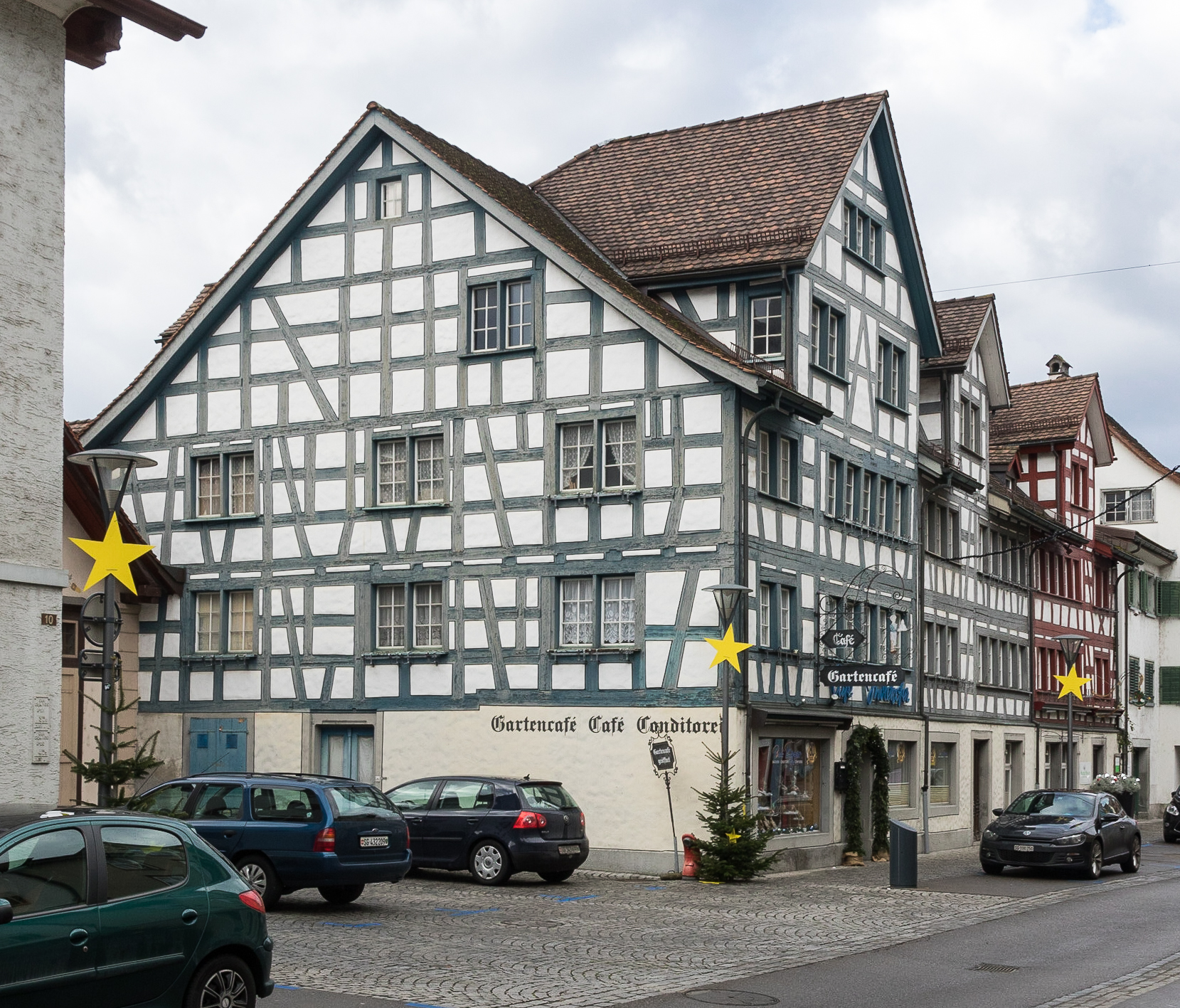
Maisons à colombage à Rheineck.

### Turquie
Quelques maisons à colombages subsistent en Turquie, notamment dans les vieux quartiers d'Istanbul, à Safranbolu et à Ankara.

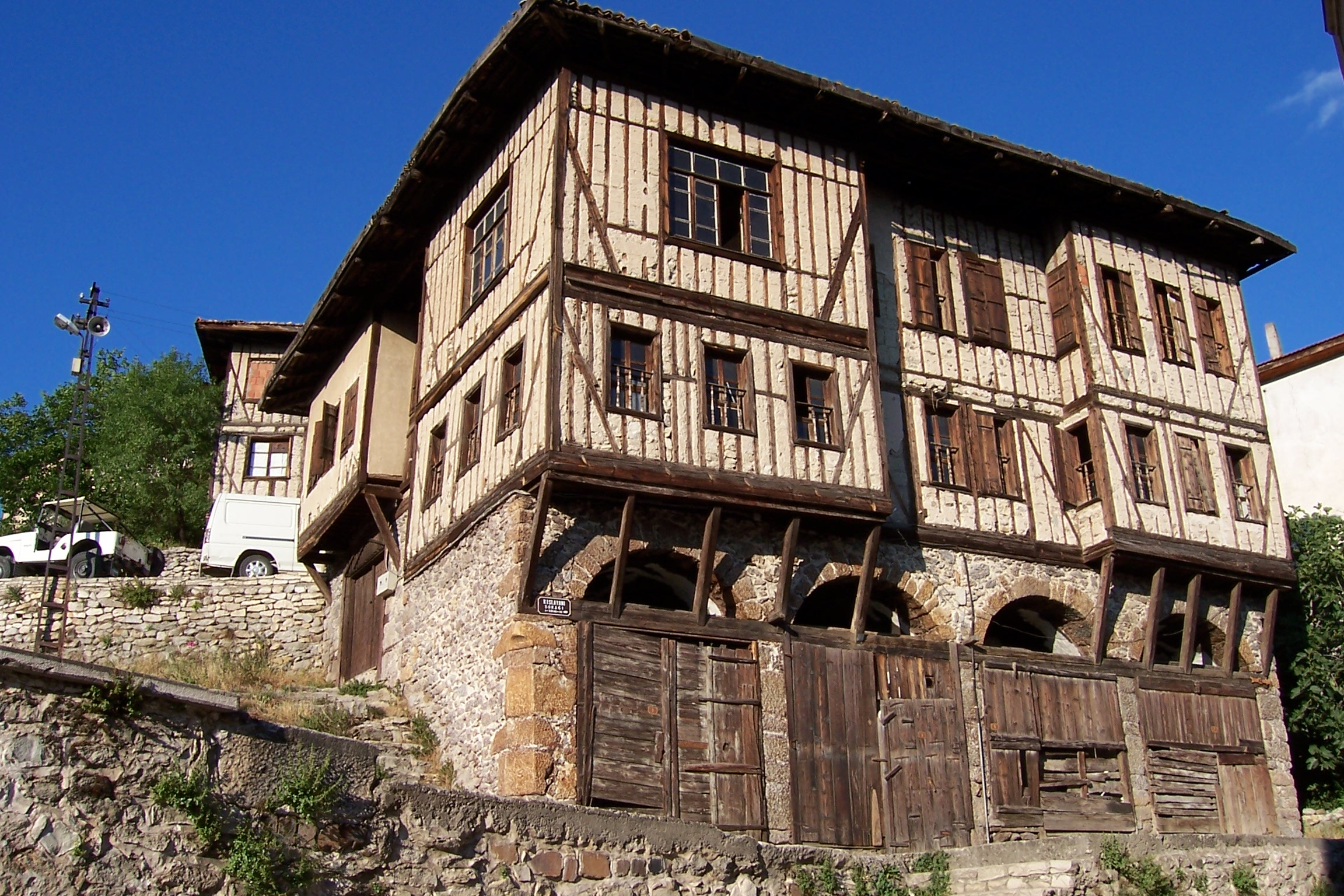
Maison de Safranbolu (Turquie).
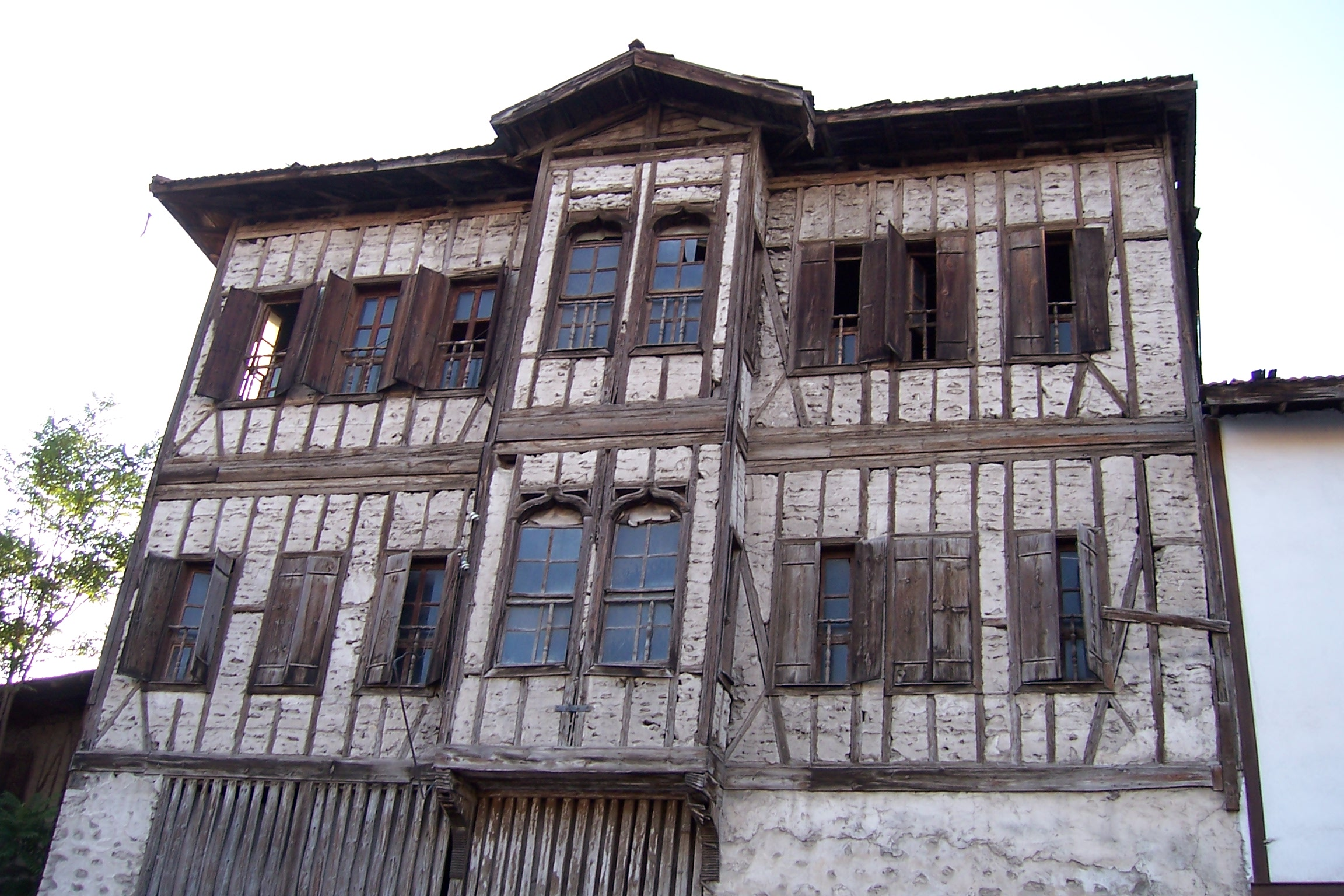
Maison de Safranbolu (Turquie).

### Algérie
Il existe quelques rares maisons à colombages en Algérie (Alger, restaurant La Rose des neiges à Blida, etc.).